# Stammliste des Clan Gordon

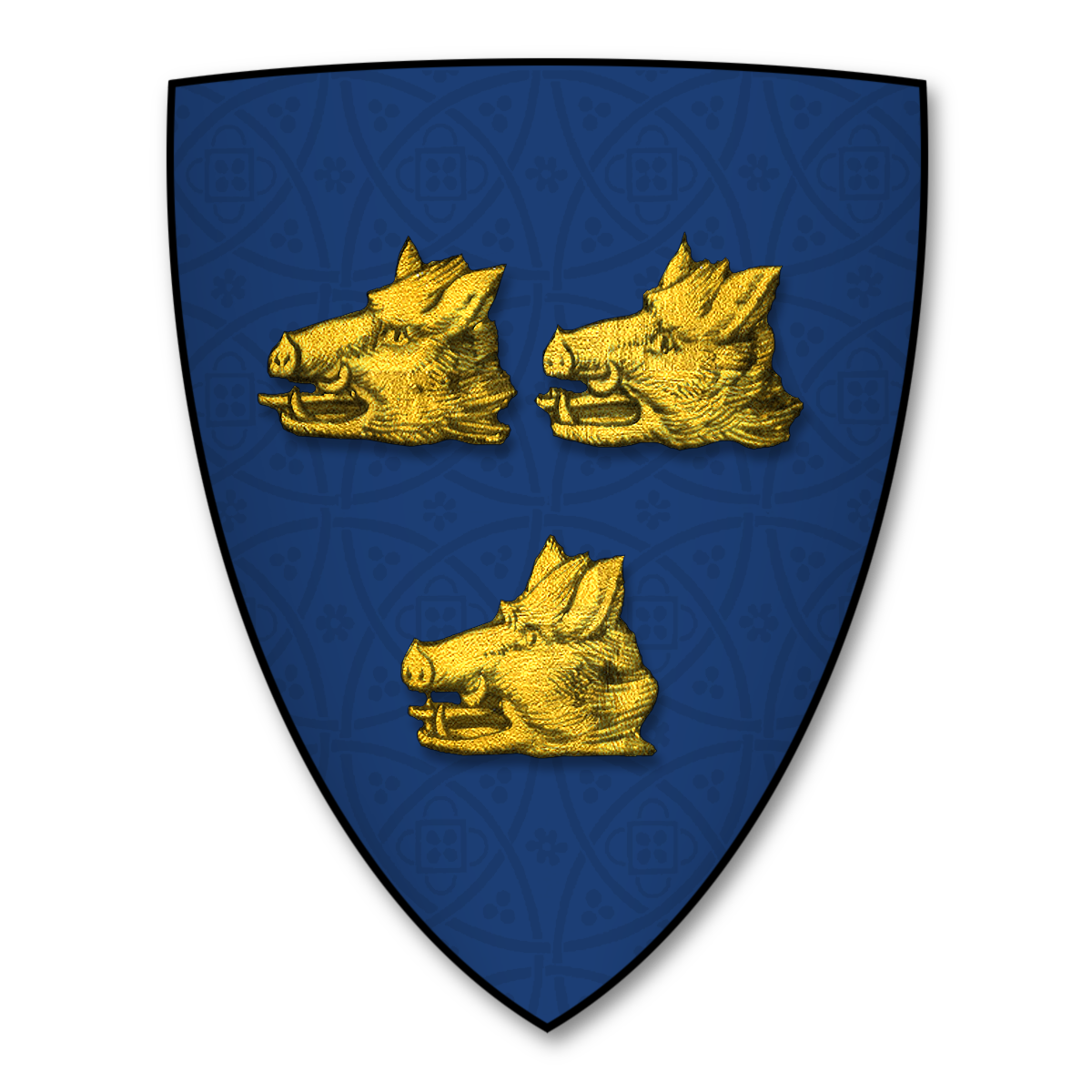
Ursprüngliches Stammwappen des Clan Gordon

Stammliste des Clan Gordon.

## Hauptlinie Gordon of that Ilk
1. Richard Gordon († nach 1170)
  1. Sir Thomas Gordon († um 1232)
    1. Sir Thomas of Gordon († um 1258) ⚭ Marjorie
      1. Alicia of Gordon ⚭ Sir Adam Gordon († um 1280)
2. Adam Gordon
  1. Alexander Gordon of Huntly
    1. William Gordon (⚔ 1270 auf dem Siebten Kreuzzug)
      1. Adam Gordon († vor 1296) ⚭ Marjorie
        1. Sir Adam Gordon († um 1329)
          1. Sir Adam Gordon of that Ilk († um 1351)
            1. John Gordon († vor 1360) ⚭ Elizabeth
              1. Sir Adam Gordon of that Ilk (⚔ 1402 in der Schlacht von Homildon Hill) ⚭ Elizabeth Keith
                1. Elizabeth Gordon of that Ilk († 1439) ⚭ Sir Alexander Seton
                  1. Alexander Gordon, 1. Earl of Huntly (um 1409–1470) → Nachfahren siehe unten Matrilineare Linie Gordon of Huntly

                2. John Gordon († 1407)

              2. Sir John Gordon of Strathbogie (⚔ 1388 in der Schlacht bei Otterburn) ⚭ Elizabeth Cruickshank
                1. John „Jock“ Gordon of Scurdargue (um 1375–nach 1418) ⚭ Elizabeth Maitland
                  1. James Gordon of Methlic († 1395) → Nachfahren siehe unten Linie Gordon of Haddo
                  2. John Gordon, 1. Laird of Auchleuchries → Nachfahren siehe unten Linie Gordon of Auchleuchries
                  3. William Gordon of Tillytermont (1405–1480) ⚭ Margaret Rutherford
                    1. Patrick Gordon, 1. Laird of Craig († 1520) → Nachfahren siehe unten Linie Gordon of Craig
                    2. George Gordon (1440–1500)
                      1. James Gordon, 1. Laird of Lesmoir (1472–1505) → Nachfahren siehe unten Linie Gordon of Lesmoir

                2. Thomas „Tam“ Gordon of Ruthven
                  1. George Gordon, 1. Laird of Hallhead → Nachfahren siehe unten Linie Gordon of Hallhead

                3. Adam Gordon → Nachfahren: Linien Gordon of Gordonston und Gordon of Latterbury
                  1. [...]
                    1. William Gordon of Minmore
                      1. Peter Gordon
                        1. Peter Gordon ⚭ Rachel Gordon, 10. Lady of Abergeldie → Nachfahren siehe unten Jüngere Linie Gordon of Abergeldie

                  2. [...]
                    1. John Gordon, 1. Laird of Gight (⚔ 1513 in der Schlacht von Flodden Field) → Nachfahren siehe unten Linie Gordon of Gight

          2. William Gordon († um 1370)
            1. Roger Gordon of Stitchill (⚔ 1402 in der Schlacht von Homildon Hill)
              1. Alexander Gordon of Stitchill († nach 1412)
                1. Roger Gordon of Stitchill († um 1442)
                  1. William Gordon of Lochinvar († um 1455) → Nachfahren siehe unten Linie Gordon of Lochinvar

                2. Adam Gordon of Holm († vor 1465)
                  1. Quintin Gordon of Holm († nach 1465)

            2. Thomas Gordon
            3. Alexander Gordon of Balmonth
            4. John Gordon

          3. John Gordon (⚔ 1333 bei der Belagerung von Berwick)
          4. Thomas Gordon († nach 1351), Kanoniker in Moray
          5. Mary Gordon ⚭ Sir Walter fitz Gilbert → Nachfahren siehe Linie Hamilton of Cadzow

    2. Adam Gordon
      1. Sir Adam Gordon († um 1280) ⚭ Alicia of Gordon

### Matrilineare Linie Gordon of Huntly
1. Alexander Gordon, 1. Earl of Huntly (um 1409–1470), ⚭ (1) Egida Hay, ⚭ (2) Elizabeth Crichton, Tochter des William Crichton, 1. Lord Crichton, ⚭ (3) N.N. Cumming → Vorfahren mütterlicherseits siehe oben Hauptlinie Gordon of that Ilk, Vorfahren väterlicherseits siehe Clan Seton
  1. (1) Sir Alexander Gordon of Abergeldie († 1504) → Nachfahren siehe unten Ältere Linie Gordon of Abergeldie
  2. (2) Lady Christian Gordon ⚭ William Forbes, 3. Lord Forbes
  3. (2) George Gordon, 2. Earl of Huntly († 1501), ⚭ (1) Lady Elizabeth Dunbar, Tochter des James Dunbar, 4. Earl of Moray, ⚭ (2) Annabella Stewart, Tochter des Königs Jakob I. von Schottland
    1. (2) Lady Margaret Gordon ⚭ Patrick Hepburn, 1. Earl of Bothwell
    2. (2) Lady Janet Gordon († 1559), ⚭ (1) Alexander Lindsay, Master of Crawford, Sohn des David Lindsay, 1. Duke of Montrose, ⚭ (2) Patrick Gray, 3. Lord Gray, ⚭ (3) Patrick Butter, ⚭ (4) James Halkerston
    3. (2) Lady Elizabeth Gordon ⚭ William Keith, 2. Earl Marischal († 1527)
    4. (2) Lady Isabella Gordon († vor 1485) ⚭ William Hay, 3. Earl of Erroll
    5. (3) Alexander Gordon, 3. Earl of Huntly († 1524), ⚭ (1) Lady Jean Stewart, Tochter des John Stewart, 1. Earl of Atholl, ⚭ (2) Elizabeth Gray, Tochter des Andrew Gray, 2. Lord Gray
      1. (1) Jean Gordon, ⚭ (1) Colin Campbell, 3. Earl of Argyll, ⚭ (2) Duncan Stewart, Younger of Appin
      2. (1) John Gordon, Lord Gordon († 1517) ⚭ Margaret Stewart, Tochter des Königs Jakob IV. von Schottland
        1. George Gordon, 4. Earl of Huntly (1514–1562) ⚭ Elizabeth Keith
          1. Alexander Gordon, Master of Huntly (um 1532–1562) ⚭ Lady Barbara Hamilton, Tochter des James Hamilton, 2. Earl of Arran
          2. George Gordon, 5. Earl of Huntly (um 1533–1576) ⚭ Lady Anne Hamilton, Tochter des James Hamilton, 2. Earl of Arran
            1. Lady Jean Gordon († nach 1615) ⚭ George Sinclair, 5. Earl of Caithness
            2. George Gordon, 1. Marquess of Huntly (um 1563–1636) ⚭ Lady Henrietta Stuart, Tochter des Esmé Stuart, 1. Duke of Lennox
              1. Lady Elizabeth Gordon († 1616) ⚭ Alexander Livingstone, 2. Earl of Linlithgow
              2. Lady Anne Gordon ⚭ James Stuart, 3. Earl of Moray
              3. George Gordon, 2. Marquess of Huntly (1592–1649) ⚭ Lady Anne Campbell, Tochter des Archibald Campbell, 7. Earl of Argyll
                1. George Gordon, Lord Gordon (⚔ 1645 in der Schlacht bei Alford)
                2. Lewis Gordon, 3. Marquess of Huntly († 1653) ⚭ Mary Grant
                  1. Lady Jean Gordon ⚭ James Seton, 4. Earl of Dunfermline
                  2. Lady Mary Gordon († 1726), ⚭ (1) Adam Urquhart of Meldrum, ⚭ (2) James Drummond, 4. Earl of Perth
                  3. Lady Anne Gordon ⚭ Comte de Crolly
                  4. George Gordon, 1. Duke of Gordon (1649–1716) ⚭ Lady Elizabeth Howard, Tochter des Henry Howard, 6. Duke of Norfolk
                    1. Lady Jane Gordon († 1773) ⚭ James Drummond, 2. Duke of Perth
                    2. Alexander Gordon, 2. Duke of Gordon (um 1678–1728) ⚭ Lady Henrietta Mordaunt, Tochter des General Charles Mordaunt, 3. Earl of Peterborough
                      1. Lady Henrietta Gordon (* 1708)
                      2. Lady Mary Gordon (* 1712)
                      3. Lady Anne Gordon (1713–1791) ⚭ William Gordon, 2. Earl of Aberdeen
                      4. Lady Elizabeth Gordon (* 1717) ⚭ Rev. John Skelly
                      5. Lady Jean Gordon (* 1719)
                      6. Cosmo Gordon, 3. Duke of Gordon (1720–1752) ⚭ Lady Catherine Gordon, Tochter des William Gordon, 2. Earl of Aberdeen
                        1. Lady Susan Gordon († 1814), ⚭ (1) John Fane, 9. Earl of Westmorland, ⚭ (2) John Woodford
                        2. Lord William Gordon († 1823) ⚭ Hon. Frances Ingram-Shepheard, Tochter des Charles Ingram, 9. Viscount Irvine
                          1. Frances Gordon († 1831)

                        3. Alexander Gordon, 4. Duke of Gordon (1743–1827), ⚭ (1) Jane Maxwell, ⚭ (2) Jane Christie
                          1. (1) Lady Louisa Gordon ⚭ Charles Cornwallis, 2. Marquess Cornwallis
                          2. (1) Lady Charlotte Gordon (1768–1842) ⚭ General Charles Lennox, 4. Duke of Richmond
                            1. Charles Gordon-Lennox, 5. Duke of Richmond (1791–1860) → Nachfahren: Linie Gordon-Lennox of Richmond

                          3. (1) General George Gordon, 5. Duke of Gordon (1770–1836) ⚭ Elizabeth Brodie
                            1. (illegitim) Admiral Charles Gordon (1798–1878)
                            2. (illegitim) Susan Gordon (1805–1880)
                            3. (illegitim) Georgiana Gordon (1804–1890) ⚭ Andrew Murison McCrae

                          4. (1) Lady Madelina Gordon (um 1772–1847), ⚭ (1) Sir Robert Sinclair, 7. Baronet, ⚭ (2) Charles Fyshe Palmer
                          5. (1) Lady Susan Gordon (1774–1828) ⚭ William Montagu, 5. Duke of Manchester
                          6. (1) Lady Georgiana Gordon (1781–1853) ⚭ John Russell, 6. Duke of Bedford
                          7. (1) Lord Alexander Gordon (1785–1808)

                        4. Lady Anne Gordon (* 1748)
                        5. Lady Katherine Gordon (* 1751)
                        6. Lord George Gordon (1751–1793)

                      7. Lord Charles Gordon (* 1721)
                      8. Lady Catherine Gordon (1723–1786) ⚭ Francis Charteris, 7. Earl of Wemyss
                      9. Lord Lewis Gordon (* 1724)
                      10. Lady Charlotte Gordon (* 1726)
                      11. General Lord Adam Gordon (1728–1801) ⚭ Jean Drummond

                3. James Gordon, 2. Viscount Aboyne († 1649)
                4. Charles Gordon, 1. Earl of Aboyne († 1681), ⚭ (1) Margaret Irvine, ⚭ (2) Lady Elizabeth Lyon, Tochter des John Lyon, 2. Earl of Kinghorne → Nachfahren siehe unten Linie Gordon of Aboyne
                5. Lord Henry Gordon (um 1635–1675) ⚭ Katherine Rolland
                6. Lady Henrietta Gordon († 1651), ⚭ (1) George Seton, Lord Seton, Sohn des George Seton, 3. Earl of Winton, ⚭ (2) John Stewart, 2. Earl of Traquair
                7. Lady Jean Gordon († 1655) ⚭ Thomas Hamilton, 2. Earl of Haddington
                8. Lady Anne Gordon († 1656) ⚭ James Drummond, 3. Earl of Perth
                9. Lady Mary Gordon ⚭ Alexander Irvine of Drum
                10. Lady Catherine Gordon, Hofdame bei Königin Luisa Maria von Polen, ⚭ Jan Andrzej Morsztyn

              4. John Gordon, 1. Viscount Melgum († 1630) ⚭ Lady Sophia Hay, Tochter des Francis Hay, 9. Earl of Erroll
                1. Hon. Henrietta Gordon

              5. Adam Gordon
              6. Lady Mary Gordon (um 1600–1674) ⚭ William Douglas, 1. Marquess of Douglas
              7. Lady Jean Gordon († 1668), ⚭ (1) Claud Hamilton, 2. Lord Hamilto of Strabane, ⚭ (2) Sir Phelim O’Neill

            3. Alexander Gordon of Strathdon ⚭ Lady Agnes Sinclair, Tochter des George Sinclair, 4. Earl of Caithness

          3. John Gordon of Ogilvy (um 1535–1562) ⚭ Elisabeth Gordon (* 1509), Witwe des Alexander Ogilvy of Deskford and Findlater
          4. Sir Adam Gordon of Auchindoun (1545–1580)
          5. Thomas Gordon († 1585) ⚭ Jean Gordon, Tochter des John Gordon, 11. Earl of Sutherland
          6. Lady Elisabeth Gordon († vor 1557) ⚭ John Stewart, 4. Earl of Atholl († 1579)
          7. Lady Margaret Gordon († 1606) ⚭ John Forbes, 8. Lord Forbes
          8. Jean Gordon (1546–1629), ⚭ (1) James Hepburn, 4. Earl of Bothwell (1534–1578), ⚭ (2) Alexander Gordon, 12. Earl of Sutherland (1552–1594), ⚭ (3) Sir Alexander Ogilvy (um 1530–1606)

        2. Alexander Gordon, Bischof von Galloway, Bischof of the Isles, Titular-Erzbischof von Athen
        3. James Gordon, Kanzler von Moray

      3. (1) Alexander Gordon of Strathavon
        1. [...]
          1. Sir Alexander Gordon, 1. Baronet of Cluny († um 1648) ⚭ Elspeth Gordon
            1. Sir John Gordon, 2. Baronet of Cluny († um 1668)

      4. (1) William Gordon, Bischof von Aberdeen
      5. (1) Lady Christian Gordon ⚭ Robert de Menzies of Menzies and Weem

    6. (3) Adam Gordon of Aboyne († 1538) ⚭ Elizabeth Sutherland, 10. Countess of Sutherland (1470–1535) → Nachfahren siehe unten Linie Gordon of Sutherland
    7. (3) Lady Catherine Gordon († 1537), ⚭ (1) Perkin Warbeck, ⚭ (2) James Strangeways, ⚭ (3) Sir Matthew Cradock, ⚭ (4) Christopher Ashton
    8. (3) William Gordon (⚔ 1513 in der Schlacht von Flodden Field)
    9. (3) James Gordon → Nachfahren: Linie Gordon of Letterfourie
    10. (3) Lady Agnes Gordon ⚭ James Ogilvy of Deskford and Findlater
    11. (3) Lady Eleanor Gordon ⚭ John Crichton of Invernytie

  4. (2) Sir Alexander Seton, 1. Laird of Touch ⚭ Elizabeth Erskine → Nachfahren: Linie Seton of Touch
  5. (2) Lady Elizabeth Gordon († 1500), ⚭ (1) Nicholas Hay, 2. Earl of Erroll, ⚭ (2) John Kennedy, 2. Lord Kennedy
  6. (2) Adam Gordon († 1528), Dean of Caithness
  7. (3) Janet Gordon ⚭ Sir James Innes of that Ilk
  8. (3) Margaret Gordon († 1506) ⚭ Hugh Rose of Kilravock

#### Ältere Linie Gordon of Abergeldie
1. Sir Alexander Gordon of Abergeldie († 1504) ⚭ Beatrice Hay, Tochter des William Hay, 1. Earl of Erroll → Vorfahren siehe oben Matrilineare Linie Gordon of Huntly
  1. Janet Gordon († 1501) ⚭ Thomas Fraser, 2. Lord Lovat († 1524)
  2. George Gordon, 2. Laird of Abergeldie († 1523) ⚭ Margaret Stewart
    1. Alexander Gordon († vor 1523)
    2. James Gordon, 3. Laird of Abergeldie (vor 1502–⚔ 1547 in der Schlacht bei Pinkie Cleugh) ⚭ Janet Leith
      1. Alexander Gordon, 4. Laird of Abergeldie († 1594) ⚭ Janet Irvine
        1. Alexander Gordon, 5. Laird of Abergeldie († 1601) ⚭ Margaret Mackintosh
        2. Marjory Gordon, ⚭ (1) Robert Duguid of Auchenhove, ⚭ (2) John Leslie of Balquhain
        3. William Gordon, 6. Laird of Abergeldie († 1630) ⚭ Elizabeth Seton
          1. Alexander Gordon, 7. Laird of Abergeldie († 1655) ⚭ Katharine Nicolson
            1. Alexander Gordon, 8. Laird of Abergeldie († 1692) ⚭ Euphemia Graham
              1. John Gordon, 9. Laird of Abergeldie († 1698) ⚭ Elizabeth Rose
              2. Rachel Gordon, 10. Lady of Abergeldie ⚭ Charles Gordon → Nachfahren siehe unten Jüngere Linie Gordon of Abergeldie

          2. John Gordon († nach 1624)
          3. Margaret Gordon ⚭ Donald Farquharson of Monaltrie
          4. Mary Gordon
          5. Jean Gordon ⚭ Adam Duff of Torriesul

        4. Agnes Gordon ⚭ Alexander Robertson of Lude

  3. William Gordon

#### Linie Gordon of Aboyne
1. Charles Gordon, 1. Earl of Aboyne († 1681), ⚭ (1) Margaret Irvine, ⚭ (2) Lady Elizabeth Lyon, Tochter des John Lyon, 2. Earl of Kinghorne → Vorfahren siehe oben Matrilineare Linie Gordon of Huntly
  1. (1) Lady Anne Gordon
  2. (2) Lady Elizabeth Gordon ⚭ John Mackenzie, 2. Earl of Cromarty
  3. (2) Charles Gordon, 2. Earl of Aboyne (1670–1702) ⚭ Lady Elizabeth Lyon, Sohn des Patrick Lyon, 3. Earl of Strathmore and Kinghorne
    1. John Gordon, 3. Earl of Aboyne († 1732) ⚭ Grace Lockhart
      1. Charles Gordon, 4. Earl of Aboyne (um 1726–1794), ⚭ (1) Lady Margaret Stewart, Tochter des Alexander Stewart, 6. Earl of Galloway, ⚭ (2) Lady Mary Douglas, Tochter des James Douglas, 14. Earl of Morton
        1. (1) Lady Margaret Gordon (um 1760–1786) ⚭ William Thomas Beckford
        2. (1) Lady Catherine Gordon (1760–1764)
        3. (1) George Gordon, 9. Marquess of Huntly (1761–1853) ⚭ Catherine Cope
          1. Lady Mary Gordon († 1825) ⚭ Frederick Charles William Seymour
          2. Charles Gordon, 10. Marquess of Huntly (1792–1863), ⚭ (1) Lady Elizabeth Henrietta Conyngham, Tochter des General Henry Conyngham, 1. Marquess Conyngham, ⚭ (2) Maria Antoinetta Pegus
            1. (2) Lady Grace Cecile Gordon († 1941) ⚭ Hugh Lowther, 5. Earl of Lonsdale
            2. (2) Lady Margaret Ethel Gordon († 1950) ⚭ George Ormsby-Gore, 3. Baron Harlech
            3. (2) Lady Mary Kathleen Gordon († 1930) ⚭ Edmund Turnor
            4. (2) Lady Edith Blanche Gordon († 1862)
            5. (2) Lady Elena Mary Gordon († 1936) ⚭ George Wickham
            6. (2) Lady Evelyn Elizabeth Gordon (1846–1921) ⚭ Gilbert Heathcote-Drummond-Willoughby, 1. Earl of Ancaster
            7. (2) Charles Gordon, 11. Marquess of Huntly (1847–1937), ⚭ (1) Amy Brooks, ⚭ (2) Charlotte Jane Isabelle Fallon
            8. (2) Lord Lewis Gordon (1848–1870)
            9. (2) Lord Bertrand Gordon (1850–1869)
            10. (2) Lord Douglas William Cope Gordon (1851–1888)
            11. (2) Lord Esmé Stuart Gordon (1853–1900) ⚭ Elizabeth Anne Phippen Brown
              1. Beatrice Mary Gordon (1875–1959) ⚭ Francis Henry Meade

            12. (2) Lord Granville Armyne Gordon (1856–1907), ⚭ (1) Charlotte D'Olier Roe, ⚭ (2) Margaret Humble
              1. (1) Armyne Evelyn Gordon (1879–1942) ⚭ Sir Lionel Faudel-Phillips, 3. Baronet
              2. (1) Charles Henry Granville Gordon (1880–1899)
              3. (1) Granville Cecil Douglas Gordon (1883–1930) ⚭ Violet Ida Streatfeild
                1. Douglas Gordon, 12. Marquess of Huntly (1908–1987), ⚭ (1) Hon. Mary Pamela Berry, Tochter des James Berry, 1. Viscount Kemsley, ⚭ (2) Elizabeth Haworth Leigh
                  1. (1) Lady Pamela Lemina Gordon (* 1941) ⚭ Hon. Ian Johnston, Sohn des Ian Johnston, 2. Baron Luke
                  2. (1) Granville Gordon, 13. Marquess of Huntly (* 1944), ⚭ (1) Jane Gibb, ⚭ (2) Catheryn Kindersley
                    1. (1) Alastair Granville Gordon, Earl of Aboyne (* 1973) ⚭ Sophia Louisa Caroline Cunningham
                      1. Lady India May Gordon (* 2006)
                      2. Lady Beatrice Lily Gordon (* 2008)
                      3. Cosmo Alistair Gordon, Lord Gordon of Strathavon and Glenlivet (* 2009)
                      4. Lady Willow Rose Gordon (* 2012)

                    2. (1) Lady Amy Jane Gordon (* 1975) ⚭ Andrew Lindsay
                    3. (1) Lady Lucy Yoskyl Gordon (* 1979)
                    4. (2) Lady Rose Marie-Louise Gordon (* 1993)

                2. Lord Adam Granville Gordon (1909–1984) ⚭ Pamela Bowhill
                  1. Adam Alexander Gordon (* 1948) ⚭ Jennifer Susan McHardy
                    1. Joanna Mary Gordon (* 1986)
                    2. Alexander Charles Adam Gordon (* 1989)

                  2. Douglas Herriot Gordon (* 1951) ⚭ Susan Jennifer White
                    1. Alexandra Anne Gordon (* 1979)
                    2. Katherine Louisa Gordon (* 1981)
                    3. Isabella Clare Gordon (* 1985)
                    4. James Adam Anthony Gordon (* 1991)

                3. Lord Roderic Armyne Gordon (1914–1996), ⚭ (1) Anne Vesey, ⚭ (2) Joana Alexandra Bujoiu
                  1. (1) David Esmé Douglas Gordon (* 1937) ⚭ Valerie Ellis Owen
                    1. Samantha Gordon (* 1962)

                  2. (1) Angus Lindsay Eustace Gordon (* 1941) ⚭ Diana Mary Pawlyn
                  3. (1) James Iain Gordon (1942–1943)

                4. Lord Douglas Claude Alexander Gordon (1916–1994), ⚭ (1) Suzanne Houssemayne Du Boulay, ⚭ (2) Bridget Ingham
                  1. (1) Andrew Granville Douglas Gordon (* 1942), ⚭ (1) Gillian Thorne, ⚭ (2) Brigitte Marx
                    1. (1) David Gordon (* 1963)
                    2. (1) Jamie Gordon (* 1965)
                    3. (2) Kitty Gordon (* 1980)
                    4. (2) Glen Gordon (* 1984)

                  2. (1) Douglas George Alexander Gordon (* 1947) ⚭ Celina d'Orey Landsberg
                    1. Georgina Violet Gordon (* 1976) ⚭ Edward Deeble Peter-Hoblyn
                    2. Thomas Peter Douglas Gordon (* 1979)
                    3. James Alexander Douglas Gordon (* 1984) ⚭ Alice Sophie Elizabeth Garthwaite
                      1. Florence Imelda Rose Gordon (* 2016)

                  3. (1) Jane Elizabeth Gordon (* 1950) ⚭ Lord Robert Nairne, Sohn des George Petty-FitzMaurice, 8. Marquess of Lansdowne
                  4. (2) Sarah Alexandra Gordon (* 1963)

            13. (2) Lord Randolph Seaton Gordon (1859–1859)
            14. (2) Lady Ethelreda Caroline Gordon (1864–1961) ⚭ Henry Wickham

          3. Lady Catherine Susan Gordon (1792–1866) ⚭ Charles Cavendish, 1. Baron Chesham
          4. Rev. Lord George Gordon (1794–1862) ⚭ Charlotte Anne Vaughan
          5. Admiral Lord John Frederick Halyburton (1799–1878) ⚭ Lady Augusta Fitz-Clarence, Tochter des Königs Wilhelm IV.
          6. Lord Henry Gordon (1802–1865) ⚭ Louisa Payne
            1. Louisa Frances Charlotte Gordon († 1910) ⚭ Hon. Ashley George John Ponsonby, Sohn des William Ponsonby, 1. Baron de Mauley
            2. Millicent Theresa Gordon († 1949)
            3. Wilhelmina Gertrude Maria Gordon
            4. Augusta Gordon († 1881), ⚭ (1) William Gerard Walmesley, ⚭ (2) George Wetherall
            5. Henrietta Mary Gordon
            6. Theresa Burton Gordon
            7. Julia Cecil Gordon
            8. Augustus Henry Gordon
            9. William Sackville Gordon
            10. Sarah Elizabeth Catharine Gordon (um 1828–1901) ⚭ Rev. Lord Augustus Fitz-Clarence, Sohn des Königs Wilhelm IV.
            11. Leslie Charles Gordon (1852–1888)

          7. Lord Cecil James Gordon-Moore (1806–1878) ⚭ Emily Moore
            1. Catherine Augusta Gordon-Moore († 1906) ⚭ Oriel Farnell Walton
            2. Emily Gordon-Moore († 1921) ⚭ Charles Robert Besley
            3. Edith Gordon-Moore ⚭ Oscar Henry Felix Cornille
            4. Agnes Gordon-Moore († 1926), ⚭ (1) James Milward, ⚭ (2) Harry Leycester Powys-Keck
            5. Adela Crosbie Gordon-Moore († 1908)
            6. Evelyn Gordon-Moore († 1906)
            7. Philippa Jane Gordon-Moore ⚭ Thomas Dunn
            8. Cecil Crosbie Gordon-Moore (1850–1935), ⚭ (1) Lucy Hodges, ⚭ (2) Anastasia Theodora Beatrice Bourne
            9. Arthur Henry Wyndham Gordon-Moore (* 1853)
            10. Hubert George Gordon-Moore (* 1858) ⚭ Helena White

          8. Lord Francis Arthur Gordon (1808–1857) ⚭ Isabel Grant
            1. Catherine Gordon († 1915)
            2. George Grant Gordon (1836–1912) ⚭ Constance Augusta Lennox Peel
              1. Laurence George Frank Gordon (1864–1943) ⚭ Florence Juliet Walters
                1. Thelma Esmé Florence Gordon (1900–1980) ⚭ Leslie Butt

              2. Christian Frederick Gordon (1866–1934), ⚭ (1) Margaret Humble, ⚭ (2) Kate Elizabeth Swan
                1. (1) Cicely Margot Gordon (* 1899) ⚭ Dr. Alex Le Fort
                2. (2) Kittie Ernestine Muriel Gordon (1911–1990) ⚭ Paul Edward Weldon

              3. Helena Jane Gordon (1870–1932) ⚭ Rev. William Henry Stone

            3. Francis Frederick Gordon (1839–1925) ⚭ Helen Augusta Mariana Reid
              1. Isabel Constance Helen Gordon ⚭ Gordon Duncan of Coldrach
              2. Nita Florence Gordon († 1955) ⚭ Eric le Strange
              3. Francis Lewis Rawson Gordon (1878–1920)

        4. (2) Lord Douglas Halyburton (1777–1841) ⚭ Louisa Leslie

      2. Hon. John Gordon (1728–1778) ⚭ Clementina Lockhart
        1. George Gordon
        2. James Gordon
        3. Clementina Gordon (1763–1804)
        4. Maj.-Gen. John Gordon (1765–1832) ⚭ Eliza Morris
        5. Grace Margaret Gordon (* 1766) ⚭ William Graham

      3. Hon. Lockhart Gordon (1732–1788), ⚭ (1) Isabella Levi, ⚭ (2) Hon. Catherine Wallop
        1. Catherine Gordon
        2. Caroline Gordon († 1801)
        3. Rev. Lockhart Gordon (* 1775)
        4. Loudon Harcourt Gordon (* 1780)

    2. Lady Helen Gordon († 1731) ⚭ George Kinnaird
    3. Lady Elizabeth Gordon († 1770)
    4. Lady Grizel Gordon († 1761) ⚭ James Grant of Knockado

  4. (2) Hon. John Gordon (um 1671–1762)
  5. (2) Hon. Patrick Gordon (* um 1672)
  6. (2) Hon. George Gordon (* um 1675)

#### Linie Gordon of Sutherland
1. Adam Gordon of Aboyne († 1538) ⚭ Elizabeth Sutherland, 10. Countess of Sutherland (1470–1535) → Vorfahren siehe oben Matrilineare Linie Gordon of Huntly
  1. Alexander Gordon, Master of Sutherland (um 1501–1530) ⚭ Lady Janet Stewart, Tochter des John Stewart, 2. Earl of Atholl
    1. Alexander Gordon († 1552)
    2. Janet Gordon ⚭ Sir Patrick Dunbar of Cumnock and Westfield
    3. Beatrice Gordon ⚭ William Sinclair of Dunbeath
    4. John Gordon, 11. Earl of Sutherland (1525–1567) ⚭ Lady Elizabeth Campbell, Tochter des Colin Campbell, 3. Earl of Argyll
      1. Jean Gordon († 1584), ⚭ (1) Alexander Innes of that Ilk, ⚭ (2) Thomas Gordon, Sohn des George Gordon, 4. Earl of Huntly
      2. Margaret Gordon
      3. Alexander Gordon, 12. Earl of Sutherland (1552–1594), ⚭ (1) Lady Barbara Sinclair, Tochter des George Sinclair, 4. Earl of Caithness, ⚭ (2) Lady Jean Gordon, Tochter des George Gordon, 4. Earl of Huntly
        1. Lady Jane Gordon (* 1574) ⚭ Hugh Mackay of Farr, Tongue and Strathnaver
        2. John Gordon, 13. Earl of Sutherland (1576–1615) ⚭ Agnes Elphinstone, Tochter des Alexander Elphinstone, 4. Lord Elphinstone
          1. Lady Elizabeth Gordon ⚭ James Crichton of Frendraught
          2. Lady Anne Gordon († 1648) ⚭ Sir Gilbert Menzies of Pitfodels
          3. John Gordon, 14. Earl of Sutherland (1609–1679), ⚭ (1) Lady Jean Drummond, Tochter des James Drummond, 1. Earl of Perth, ⚭ (2) Anne Fraser, Tochter des Hugh Fraser, 7. Lord Lovat
            1. (1) John Gordon, Lord Strathnaver (1632–1637)
            2. (1) George Gordon, 15. Earl of Sutherland (1633–1703) ⚭ Lady Jean Wemyss, Tochter des David Wemyss, 2. Earl of Wemyss
              1. Lt.-Gen. John Sutherland, 16. Earl of Sutherland (1661–1733), ⚭ (1) Helen Cochrane, ⚭ (2) Catherine Tollemache, ⚭ (3) Frances Hodgson
                1. (1) Lady Jean Sutherland (um 1681–1747) ⚭ James Maitland, Viscount Maitland
                2. (1) William Sutherland, Lord Strathnaver (1683–1720) ⚭ Catherine Morison
                  1. John Sutherland, Lord Strathnaver (1706–1720)
                  2. William Sutherland, 17. Earl of Sutherland (1708–1750) ⚭ Lady Elizabeth Wemyss, Tochter des David Wemyss, 4. Earl of Wemyss
                    1. Lady Elizabeth Sutherland († 1803) ⚭ Hon. James Wemyss of Wemyss, Sohn des James Wemyss, 5. Earl of Wemyss
                    2. William Sutherland, 18. Earl of Sutherland (1735–1766) ⚭ Mary Maxwell
                      1. Lady Catherine Sutherland (1764–1766)
                      2. Elizabeth Sutherland, 19. Countess of Sutherland (1765–1839) ⚭ George Leveson-Gower, 1. Duke of Sutherland (1758–1833) → Nachfahren: Haus Sutherland-Leveson-Gower

                  3. George Sutherland († 1736)
                  4. Helen Sutherland († 1791) ⚭ Sir James Colquhoun, 1. Baronet
                  5. Janet Sutherland († 1795) ⚭ George Sinclair of Ulbster

              2. Lady Anne Gordon (1663–1695) ⚭ Robert Arbuthnott, 3. Viscount of Arbuthnott

            3. (1) Lady Jean Gordon (* 1634) ⚭ Robert Stewart of Eday
            4. (1) Hon. Robert Gordon (1635–1671) ⚭ Jane Mackay, Tochter des John Mackay, 2. Lord Reay

          4. Adam Gordon (⚔ 1634 in der Schlacht bei Nördlingen)
          5. Hon. George Gordon (* 1616) ⚭ Lady Rose Mac Donnell, Tochter des Randal MacDonnell, 1. Earl of Antrim

        3. Sir Robert Gordon, 1. Baronet of Gordonstoun (1580–1654) ⚭ Louisa Gordon († 1680), Tochter des John Gordon of Glenluce
          1. Jean Gordon ⚭ Sir Alexander Mackenzie, 2. Baronet
          2. Katharine Gordon (1620–1663) ⚭ David Barclay of Urie
          3. Sir Ludovick Gordon, 2. Baronet of Gordonstoun (1624–1685), ⚭ Elizabeth Farquhar, ⚭ Jane Stewart
            1. Katherine Gordon ⚭ Thomas Dunbar of Grange
            2. Sir Robert Gordon, 3. Baronet of Gordonstoun (1647–1704), ⚭ (1) Margaret Forbes, ⚭ (2) Elizabeth Dunbar
              1. (1) Jean Gordon (* nach 1675) ⚭ John Forbes of Culloden (1672–1734)

        4. Lady Mary Gordon (1582–1605) ⚭ David Ross of Balnagown
        5. Sir Alexander Gordon (* 1585) ⚭ Margaret MacLeod of Assynt

  2. John Gordon
  3. Adam Gordon (⚔ 1547 in der Schlacht bei Pinkie Cleugh)
  4. Gilbert Gordon of Garty ⚭ Isabel Sinclair
  5. Beatrix Gordon ⚭ John Buttar

### Linie Gordon of Haddo
1. James Gordon of Methlic († 1395) ⚭ Canea Harper → Vorfahren siehe oben Hauptlinie Gordon of that Ilk
  1. Patrick Gordon of Methlic and Haddo (⚔ 1452 in der Schlacht von Brechin)
    1. James Gordon of Methlic and Haddo
      1. Patrick Gordon of Methlic and Haddo († vor 1534) ⚭ Marion Oglivie of Findlater
        1. George Gordon († vor 1531)
          1. James Gordon († 1582) ⚭ Marjory Menzies
            1. Patrick Gordon († vor 1582) ⚭ Agnes Frazer
              1. James Gordon of Methlic and Haddo († 1624), ⚭ (1) Jean Keith, ⚭ (2) Agnes Gordon
                1. (1) George Gordon († 1610) ⚭ Margaret Bannerman
                  1. Jean Gordon ⚭ Sir John Forbes
                  2. Sir John Gordon, 1. Baronet of Haddo (1610–1644) ⚭ Mary Forbes
                    1. Janet Gordon ⚭ Sir Robert Innes, 3. Baronet
                    2. Jean Gordon ⚭ John Forbes
                    3. Sir John Gordon, 2. Baronet of Haddo (um 1632–1665) ⚭ Mary Forbes, Tochter des Alexander Forbes, 1. Lord Forbes of Pitsligo
                      1. Jean Gordon († nach 1696) ⚭ Sir James Gordon, 5. Baronet of Lesmoir (um 1660–1710)

                    4. Patrick Gordon
                    5. George Gordon, 1. Earl of Aberdeen (1637–1720) ⚭ Anne Lockhart
                      1. John Gordon (1673–1675)
                      2. George Gordon, Lord Haddo (1674–vor 1708)
                      3. Lady Ann Gordon (1675–1708) ⚭ Alexander Montgomerie, 9. Earl of Eglinton (um 1660–1729)
                      4. James Gordon (1676–vor 1720)
                      5. Jean Gordon (* 1678)
                      6. William Gordon, 2. Earl of Aberdeen (1679–1746), ⚭ (1) Lady Mary Leslie, Tochter des David Leslie, 5. Earl of Leven, ⚭ (2) Lady Susan Murray, Tochter des John Murray, 1. Duke of Atholl, ⚭ (3) Lady Anne Gordon, Tochter des Alexander Gordon, 2. Duke of Gordon
                        1. (1) Lady Anne Gordon (1709–1755) ⚭ William Dalrymple-Crichton, 5. Earl of Dumfries
                        2. (1) Mary Gordon (1710–1710)
                        3. (2) Lady Catherine Gordon (1718–1779) ⚭ Cosmo Gordon, 3. Duke of Gordon
                        4. (2) Lady Susan Gordon († 1725)
                        5. (2) George Gordon, 3. Earl of Aberdeen (1722–1801) ⚭ Catherine Elizabeth Hanson
                          1. Lady Catherine Gordon († 1784)
                          2. Lady Anne Gordon ⚭ Edward Place
                          3. Lady Susan Gordon († 1795)
                          4. Lady Mary Gordon († 1852) ⚭ Thomas Horton
                          5. George Gordon, Lord Haddo (1764–1791) ⚭ Charlotte Baird
                            1. George Hamilton-Gordon, 4. Earl of Aberdeen (1784–1860), ⚭ (1) Lady Catherine Elizabeth Hamilton, Tochter des John Hamilton, 1. Marquess of Abercorn, ⚭ (2) Harriet Douglas
                              1. (1) Lady Jane Hamilton-Gordon (1807–1824)
                              2. (1) Lady Charlotte Catherine Hamilton-Gordon (1808–1818)
                              3. (1) Lady Alice Hamilton-Gordon (1809–1829)
                              4. (1) N.N. Gordon, Lord Haddo (1810–1810)
                              5. (2) George Hamilton-Gordon, 5. Earl of Aberdeen (1816–1864) ⚭ Lady Mary Baillie
                                1. George Hamilton-Gordon, 6. Earl of Aberdeen (1841–1870)
                                2. Lady Mary Gordon (1844–1914) ⚭ Walter Hepburne-Scott, 8. Lord Polwarth
                                3. Hon. James Henry Hamilton-Gordon (1845–1868)
                                4. John Hamilton-Gordon, 1. Marquess of Aberdeen and Temair (1847–1934) ⚭ Dame Ishbel Maria Marjoribanks
                                  1. George Gordon, 2. Marquess of Aberdeen and Temair (1879–1965), ⚭ (1) Mary Florence Clixby, ⚭ (2) Anna Forbes
                                  2. Lady Marjorie Adeline Gordon (1880–1970) ⚭ John Sinclair, 1. Baron Pentland
                                  3. Lady Dorothea Mary Gordon (1882–1882)
                                  4. Dudley Gordon, 3. Marquess of Aberdeen and Temair (1883–1972), ⚭ (1) Cécile Elizabeth Drummond, ⚭ (2) Margaret Gladys Munn
                                    1. David Gordon, 4. Marquess of Aberdeen and Temair (1908–1974) ⚭ Beatrice Mary June Boissier
                                      1. Mary Katherine Gordon (* 1946) ⚭ Simon Piers Welfare
                                      2. Sarah Caroline Gordon (* 1948), ⚭ (1) Patrick Scott, ⚭ (2) Eric Money
                                      3. Andrew David Gordon (* 1950) ⚭ Lucy Mary Frances Milligan
                                        1. Rosie Kate Jessamine Gordon (* 1986)
                                        2. William David Gordon (* 1988)
                                        3. Rachel Mary Ishbel Gordon (* 1991)

                                      4. James Drummond Gordon (* 1953) ⚭ Marilyn Sim

                                    2. Lady Jessamine Cécile Marjorie Gordon (1910–1994) ⚭ Stanley Harmsworth
                                    3. Archibald Gordon, 5. Marquess of Aberdeen and Temair (1913–1984)
                                    4. Lord Michael James Andrew Gordon (1918–⚔ 1943)
                                    5. Alastair Gordon, 6. Marquess of Aberdeen and Temair (1920–2002) ⚭ Anne Barry
                                      1. Lady Emma Cecile Gordon (* 1953) ⚭ Dr. Rodney Alan Foale
                                      2. Alexander Gordon, 7. Marquess of Aberdeen and Temair (1955–2020) ⚭ Joanna Clodagh Houldsworth
                                        1. George Gordon, 8. Marquess of Aberdeen and Temair (* 1983) ⚭ Isabelle Coaten
                                          1. Ivo Alexander Ninian Gordon, Earl of Haddo (* 2012)
                                          2. Lord Johnny David Nehemiah Gordon (* 2014)
                                          3. Lady Christabel Alexandra Lully Gordon (* 2016)
                                          4. Lord Louis George Solomon Gordon

                                        2. Lord Sam Dudley Gordon (* 1985) ⚭ Isobel Rose Tatham
                                          1. Bertie Ralph Dudley Gordon (* 2016)
                                          2. Lara Sophie Bebe Gordon (* 2018)

                                        3. Lady Anna Katherine Gordon (* 1988) ⚭ Sarah McChesney
                                        4. Lord Charles David Gordon (* 1990)

                                      3. Lady Sophia Katherine Gordon (1960–2005)

                                  5. Lord Archibald Ian Gordon (1884–1909)

                                5. Lady Harriet Gordon (1849–1942) ⚭ William Alexander Lindsay
                                6. Lady Katherine Eliza Gordon (1852–1931) ⚭ Alexander Bruce, 6. Lord Balfour of Burleigh

                              6. (2) General Hon. Sir Alexander Hamilton-Gordon (1817–1890) ⚭ Caroline Emilia Mary Herschel
                                1. Victoria Alberta Alexandrina Hamilton-Gordon (1855–1936) ⚭ Victor Marshall
                                2. Caroline Augusta Hamilton-Gordon (1856–1937) ⚭ Arthur John Lewis Gordon (1847–1919)
                                3. Lt.-Gen. Sir Alexander Hamilton-Gordon (1859–1939) ⚭ Isabel Newmarch
                                  1. Eileen Muriel Hamilton-Gordon (1889–1976), ⚭ (1) Peter Maxwell, ⚭ (2) Claude Lloyd
                                  2. Robert Alexander Hamilton-Gordon (1893–1893)
                                  3. Alan Herschel Hamilton-Gordon (* 1898) ⚭ Deenya Kovachevska

                                4. Francis Henry Hamilton-Gordon (1861–1885)
                                5. Kathleen Isabella Hamilton-Gordon (1863–1930)
                                6. William Reginald Hamilton-Gordon (1864–1890)
                                7. Ernest Arthur Hamilton-Gordon (1866–1920)
                                8. Louisa Hamilton-Gordon (1868–1929)
                                9. George Herschel Hamilton-Gordon (1872–1939) ⚭ Mary Elizabeth Benwell

                              7. (2) Hon. Frances Hamilton-Gordon (1819–1834)
                              8. (2) Rev. Hon. Douglas Hamilton-Gordon (1824–1901) ⚭ Lady Ellen Susan Anne Douglas
                                1. Douglas George Hamilton-Gordon (1852–1938) ⚭ Edith Anne Bullock
                                  1. Douglas Walter Hamilton-Gordon (1878–1914) ⚭ Emilie Maton
                                  2. Sholto Hamilton-Gordon (1879–1911)
                                  3. Edith Hilda Hamilton-Gordon (1881–1957) ⚭ Sir Richard Glyn, 8. Baronet
                                  4. Hugh Hamilton-Gordon (1883–1960), ⚭ (1) Violet Blanche Stanbury, ⚭ (2) Katherine May
                                  5. Rosamund Hamilton-Gordon (1885–1961)
                                  6. Esmée Veronica Hamilton-Gordon (* 1900)

                                2. George William Hamilton-Gordon (1854–1906)
                                3. William Hugh Hamilton-Gordon (1855–1936) ⚭ Florence Evelyn Vickers
                                4. Catherine Ellen Hamilton-Gordon (1856–1913)
                                5. Ellen Louisa Hamilton-Gordon (1858–1942)

                              9. (2) Arthur Hamilton-Gordon, 1. Baron Stanmore (1829–1912) ⚭ Rachel Emily Shaw-Lefevre
                                1. Hon. Rachel Nevil Hamilton-Gordon (1869–1947)
                                2. George Hamilton-Gordon, 2. Baron Stanmore (1871–1957)

                            2. Vice-Admiral William Gordon (1784–1858)
                            3. Sir Alexander Gordon (⚔ 1815 in der Schlacht bei Waterloo)
                            4. Lady Alicia Gordon (1787–1847)
                            5. Sir Charles Gordon (1790–1835)
                            6. Sir Robert Gordon (1791–1847)
                            7. Admiral John Gordon (1792–1869)

                          6. Hon. William Gordon (nach 1765–1845)
                          7. (illegitim) Alexander Gordon of Ellon (1781–1873) ⚭ Albinia Elizabeth Cumberland
                            1. George John Robert Gordon (1812–1902), ⚭ (1) Rosa Justina Young, ⚭ (2) Karoline Albertine Anna von Beulwitz
                              1. (1) Cosmo Frederick Maitland Gordon (1843–1884)
                              2. (1) Arthur John Lewis Gordon of Ellon (1847–1919) ⚭ Caroline Augusta Hamilton-Gordon (1856–1937)
                              3. (1) Albina Alicia Georgina Gordon (1845–1935) ⚭ August Graf von Dillen-Spiering (1837–1907)
                              4. (2) Georgina Gordon (1866–1958) ⚭ Wilhelm Niehues (1867–1938)
                              5. (2) Robert Gordon (* 1869)
                              6. (2) Richard Wolf Gordon (* 1870)
                              7. (2) Louise Ignace Therese Julie Gordon (* 1872)

                        6. (2) Hon. John Gordon († 1727)
                        7. (3) General Hon. William Gordon († 1816)
                          1. (illegitim) William Gordon († 1847)

                        8. (3) Hon. Cosmo Gordon († nach 1783)
                        9. (3) Hon. Alexander Gordon, Lord Rockville (1739–1792) ⚭ Anne Duff
                          1. Jane Gordon († 1865) ⚭ Hon. Hugh Lindsay Sohn des James Lindsay, 5. Earl of Balcarres
                          2. Margaret Gordon ⚭ Sir B. A. Coutts Trotter, 1. Baronet
                          3. Anne Gordon († 1837) ⚭ John Cathcart
                          4. Janet Gordon ⚭ Hugh Lindsay
                          5. Catherine Gordon ⚭ Robert Hepburn
                          6. Elizabeth Gordon († 1775)
                          7. Charles Gordon (1770–1851) ⚭ Elizabeth
                            1. William Cosmo Gordon (1810–1879) ⚭ Mary Grace Abercromby
                            2. Alexander Henry Gordon (1813–1884) ⚭ Catherine Douglas
                            3. Charles William Gordon (1817–1863)

                          8. Sir William Duff-Gordon, 2. Baronet of Halkin (1772–1823) → Nachfahren siehe unten Linie Duff-Gordon of Halkin
                          9. Alexander Gordon (um 1774–⚔ 1809 in der Schlacht bei Talavera)
                          10. General Cosmo Gordon (1777–1867) ⚭ Caroline Bird
                            1. Cosmo Gordon († 1876)

                        10. (3) Hon. Charles Gordon (nach 1740–1771) ⚭
                        11. (3) Lady Henrietta Gordon (* nach 1741) ⚭ Robert Gordon, 3. Laird of Esslemont, 15. Laird of Hallhead († 1793)
                        12. (3) Lady Elizabeth Gordon (* nach 1742)

                      7. Lady Martha Gordon (* 1681) ⚭ John Udny of that Ilk
                      8. Lady Mary Gordon (1682–1753) ⚭ Alexander Fraser, 13. Lord Saltoun
                      9. Lady Margaret Gordon (nach 1683–1738)

                    6. Charles Gordon
                    7. James Gordon of Saphak (1639–nach 1683)

                2. (1) William Gordon
                3. (2) Janet Gordon ⚭ Thomas Davidson
                4. Mary Gordon

            2. Robert Gordon of Saphak ⚭ Elizabeth Auchinleck
            3. David Gordon → Nachfahren: Linie Gordon of Nethermuir
            4. John Gordon of Tilliehilt
              1. Agnes Gordon ⚭ James Gordon of Methlic and Haddo († 1624)

            5. James Gordon
            6. Alexander Gordon

          2. Elizabeth Gordon ⚭ Thomas Chene of Essilmont

        2. Alexander Gordon of Braco ⚭ Elizabeth Annand
          1. Patrick Gordon of Braco ⚭ Janet Seton

        3. Janet Gordon ⚭ Alexander Forbes of Groddie and Towie
        4. Agnes Gordon ⚭ John Leslie of Wardis

      2. Alexander Gordon († 1518), Bischof von Aberdeen
      3. Robert Gordon of Fetterletter
      4. George Gordon of Auchterhouse
      5. James Gordon, Rector in Lonmay
      6. Isobel Gordon ⚭ Alexander Allardice of that Ilk
      7. Margaret Gordon ⚭ Alexander Fraser of Durris

    2. Agnes Gordon ⚭ Alexander Seton of Meldrum

  2. Elizabeth Gordon ⚭ John Allardyce of Allardyce

#### Linie Duff-Gordon of Halkin
1. Sir William Duff-Gordon, 2. Baronet of Halkin (1772–1823) ⚭ Caroline Cornewall → Vorfahren siehe oben Linie Gordon of Haddo
  1. Georgina Catherine Duff-Gordon
  2. Alicia Frances Duff-Gordon
  3. Sir Alexander Cornewall Duff-Gordon, 3. Baronet of Halkin (1811–1872) ⚭ Lucy Austin
    1. Urania Duff-Gordon († 1877)
    2. Janet Ann Duff-Gordon (1842–1927) ⚭ Henry James Ross
    3. Sir Maurice Duff-Gordon, 4. Baronet of Halkin (1849–1896) ⚭ Frances Waterton
      1. Caroline Lucie Duff-Gordon (1874–1964) ⚭ Aubrey William Waterfield

  4. Cosmo Lewis Duff-Gordon (1812–1876) ⚭ Anna Maria Antrobus
    1. Flora Duff-Gordon († 1930) ⚭ Arthur Newton Streatfeild
    2. Evelyn Duff-Gordon († 1964) ⚭ Roger Cunliffe
    3. Sir Cosmo Duff-Gordon, 5. Baronet of Halkin (1862–1931) ⚭ Lucy Sutherland (1863–1935)
    4. Sir Henry William Duff-Gordon, 6. Baronet of Halkin (1866–1953) ⚭ Maud Emily Hammersley
      1. Sir Douglas Frederick Duff-Gordon, 7. Baronet of Halkin (1892–1964) ⚭ Gladys Rosemary Henry
        1. Sir Andrew Cosmo Lewis Duff-Gordon, 8. Baronet of Halkin (* 1933), ⚭ (1) Grania Mary Villiers-Stuart, ⚭ (2) Eveline Virginia Soames
          1. (1) Cosmo Henry Villiers Duff-Gordon (* 1968) ⚭ Araminta de Clermont
            1. Jack Charles Villiers Duff-Gordon (* 2006)

          2. (2) William Andrew Lewis Duff-Gordon (* 1977) ⚭ Zoë Finovola Cordy-Simpson
            1. Rose Virginie Finovola Duff-Gordon (* 2012)
            2. Hubert William Lewis Duff-Gordon (* 2015)

          3. (2) Thomas Francis Cornewall Duff-Gordon (* 1979)
          4. (2) Frederick Samuel Douglas Duff-Gordon (* 1981)

      2. Dulcibella Duff-Gordon (1894–1895)
      3. Cosmo Lewis Duff-Gordon (1897–⚔ 1916)
      4. Anne Maud Duff-Gordon (* 1903) ⚭ Richard S. de Q. Quincey

    5. John Cornewall Duff-Gordon (1869–1964) ⚭ Ruth Mary Dobson
      1. Cosmo John Duff-Gordon (* 1924)
      2. Alexander Mostyn Duff-Gordon (* 1927)

### Linie Gordon of Auchleuchries
1. John Gordon, 1. Laird of Auchleuchries ⚭ Elisabeth Abernethy → Vorfahren siehe oben Hauptlinie Gordon of that Ilk
  1. John Gordon, 2. Laird of Auchleuchries (um 1450–⚔ 1513 in der Schlacht von Flodden Field) ⚭ Margaret Forbes
    1. Sir Robert Gordon, 3. Laird of Auchleuchries, 1. Laird of Pitlurg (1479–1546), ⚭ (1) Jean Stewart, ⚭ (2) Margaret Drummond,
      1. (1) John Gordon, 4. Laird of Auchleuchries, 2. Laird of Pitlurg (⚔ 1547 in der Schlacht bei Pinkie Cleugh) ⚭ Janet Ogilvy
        1. John Gordon, 3. Laird of Pitlurg († 1600) → Nachfahren siehe unten Linie Gordon of Pitlurg

      2. (1) James Gordon, 5. Laird of Auchleuchries
        1. [...] → Nachfahren: Linie Gordon of Auchleuchries
        2. Patrick Leopold Gordon (1635–1699), General der russischen Armee, ⚭ (1) Katherine von Bockhoven, ⚭ (2) Elizabeth Barloe von Roonaer
          1. (1) Katherine Elizabeth Gordon (1665–1739), ⚭ (1) N.N. Strassburg, ⚭ (2) General Alexander Gordon (1670–1752)
          2. (1) James Gordon (1668–1722), Ritter des Malteserordens
          3. (1) John Gordon († 1712) ⚭ 1692 Elizabeth Grant († vor 1724)
          4. (2) Theodore Gordon (* 1681)
          5. (2) George Stephen Gordon (1682–1684)
          6. (2) Janet Gordon (* 1690)
          7. (2) Peter Gordon (1691–1695)
          8. (2) George Hilarius Gordon (1693–1694)
          9. (2) Mary Gordon, ⚭ (1) Daniel Crawford, ⚭ (2) Carl Snivius

  2. James Gordon, 1. Laird of Cairnborrow → Nachfahren siehe unten Linie Gordon of Cairnborrow

#### Linie Gordon of Pitlurg
1. John Gordon, 3. Laird of Pitlurg († 1600) ⚭ Isabel Forbes → Vorfahren siehe oben Linie Gordon of Auchleuchries
  1. John Gordon, 4. Laird of Pitlurg († 1619) ⚭ Nicola Kinnaird
  2. Robert Gordon of Straloch, 5. Laird of Pitlurg (1580–1661) ⚭ Katherine Irvine
    1. Robert Gordon, 6. Laird of Pitlurg (1609–1681) ⚭ Katherine Burnett
      1. Catherine Gordon (1644–1692), ⚭ (1) Robert Arbuthnot, 2. Viscount of Arbuthnot, ⚭ (2) David Carnegie, 1. Baronet
      2. Charles Gordon (1640–1698)
      3. Robert Gordon, 7. Laird of Pitlurg (1641–1682) ⚭ Jean Maitland
        1. Mary Gordon († 1710) ⚭ William Baird of Auchmedden
        2. Alexander Gordon, 8. Laird of Pitlurg (1660–1747) ⚭ Jean Gordon
          1. Alexander Gordon, 9. Laird of Pitlurg († 1748)
          2. Jane Gordon

      4. John Gordon, 1. Laird of Collieston (1643–1718), ⚭ (1) Katherine Fullarton, ⚭ (2) Helen Allardyce, ⚭ (3) Grizel Falconer
        1. (1) John Gordon, 2. Laird of Collieston, 1. Laird of Hilton († 1735) ⚭ Margaret Dowell
          1. James Gordon, 2. Laird of Hilton, 9. Laird of Pitlurg († 1755) ⚭ Barbara Cuming
            1. John Gordon-Cuming, 10. Laird of Pitlurg (1734–1768) ⚭ Mary Fullerton
              1. John Gordon-Cuming-Skene, 11. Laird of Pitlurg (1761–1828) ⚭ Lucy Crawford
                1. William Gordon-Cuming-Skene, 12. Laird of Pitlurg (1786–1837)
                  1. John Gordon-Cuming-Skene, 13. Laird of Pitlurg (* 1827)
                    1. Alexander Gordon-Cuming-Skene (* 1857)
                    2. John Gordon-Cuming-Skene ⚭ Margaret Maria

                  2. Alexander Gordon-Cuming-Skene (1828–⚔ 1855 bei der Belagerung von Sewastopol)
                  3. Christian Gordon-Cuming-Skene ⚭ Charles Dalrymple-Elphinstone
                  4. Lucan Gordon-Cuming-Skene ⚭ William Ross King

                2. Thomas Gordon-Cuming-Skene († 1852)
                3. James Gordon-Cuming-Skene
                4. Crawford Gordon-Cuming-Skene ⚭ William. Forlong of Errins
                5. Isabella Gordon-Cuming-Skene ⚭ Francis Gordon of Kincaidme
                6. Reubma Gordon-Cumming-Skene
                7. Lucy Gordon-Cuming-Skene

              2. Thomas Gordon-Cuming of Harperfield († 1832)
                1. Sir John William Gordon-Cuming of Harperfield († 1870)
                2. Hamilton Gordon-Cuming
                3. Amelia Jane Gordon-Cuming

          2. Rev. John Gordon, Minister of St. Paul’s in Aberdeen ⚭ Jean Gordon, 4. Lady of Fechil
          3. Catherine Gordon (* 1709) ⚭ John Donaldson of Hilton

      5. Thomas Gordon (1652–1722)

    2. James Gordon (1617–1686), Minister of Rothiemay, ⚭ (1) Margaret Gordon, ⚭ (2) Katherine Gordon
      1. (1) Elizabeth Gordon († 1692) ⚭ George Chalmers
      2. (2) James Gordon of Zeochrie and of Techmurie, ⚭ (1) Jean Fraser, ⚭ (2) Elizabeth Davidson

    3. Arthur Gordon of Straloch (1625–1680) ⚭ Catherine Menzies
      1. Robert Gordon (1668–1731), Gründer der späteren Robert Gordon University in Aberdeen
      2. Mary Gordon ⚭ Sir James Abercromby, 2. Baronet

    4. Margaret Gordon (* 1627) ⚭ Sir Richard Maitland, 1. Baronet
    5. John Gordon, 1. Laird of Fechil (1611–1698) → Nachfahren siehe unten Linie Gordon of Fechil
    6. Isabel Gordon ⚭ Alexander Urquhart of Craighouse
    7. Barbara Gordon ⚭ Alexander Menzies of Kinmundy
    8. Anne Gordon (1624–1714) ⚭ Alexander Bisset of Lessendrum

  3. Barbara Gordon, ⚭ (1) Gilbert Keith of Troup, ⚭ (2) John Elphinstone of Bannockburn

##### Linie Gordon of Fechil
1. John Gordon, 1. Laird of Fechil (1611–1698) → Vorfahren siehe oben Linie Gordon of Pitlurg
  1. John Gordon, 2. Laird of Fechil († nach 1723), ⚭ (1) Rachel Sandilands, ⚭ (2) Jean Maitland
    1. (1) Dr. James Gordon, 3. Laird of Fechil († 1723), ⚭ (1) Anne Cumine, ⚭ (2) Margaret Baird († 1742)
      1. Jean Gordon, 4. Lady of Fechil ⚭ Rev. John Gordon
      2. Margaret Gordon, 5. Lady of Fechil († 1754) ⚭ John Douglas
      3. Mary Gordon (um 1722–1742) ⚭ James Irvine of Kingcausie

#### Linie Gordon of Cairnborrow
1. James Gordon, 1. Laird of Cairnborrow → Vorfahren siehe oben Linie Gordon of Auchleuchries
  1. George Gordon, 2. Laird of Cairnborrow (um 1490–⚔ 1547 in der Schlacht bei Pinkie Cleugh) ⚭ Katharin Gordon
    1. John Gordon, 3. Laird of Cairnbarrow (um 1515–1596) ⚭ Elizabeth Gordon
      1. John Gordon, 4. Laird of Cairnborrow (um 1544–nach 1594), ⚭ (2) Helen Carnegie, ⚭ (3) Elizabeth Bannerman
        1. William Gordon, 5. Laird of Cairnborrow
          1. [...]
            1. Peter Gordon, 9. Laird of Cairnborrow († 1685)

        2. Sir Adam Gordon, 1. Laird of Park († 1629), ⚭ (1) Christian Gordon, ⚭ (2) Helen Tyrie → Nachfahren siehe unten Linie Gordon of Park
        3. John Gordon, of Innermarkie and Edinglassie
        4. (2) Isabel Gordon ⚭ John Forbes, of Brux

      2. Elizabeth Gordon (um 1549–vor 1595), ⚭ (1) Meldrum of Eden, ⚭ (2) John Urquhart of Craigfintry
      3. Margaret Gordon, ⚭ (1) John Duff of Muldavit, ⚭ (2) Walter Ogilvie, of Milton
      4. William Gordon
      5. Patrick Gordon of Craigton ⚭ Isobel Duff

    2. Margaret Gordon (* um 1518), ⚭ (1) Michael Abernethy of Saltoun, ⚭ (2) Alexander Gordon of Perslie and of Birkenburn
    3. Catherine Gordon, ⚭ (1) James Innes of Drainie, ⚭ (2) Sir Alexander Innes of Coxton

  2. Janet Gordon ⚭ Alexander Leslie of Balquhain
  3. William Gordon, 1. Laird of Avochie (* vor 1529) → Nachfahren siehe unten Linie Gordon of Avochie

##### Linie Gordon of Park
1. Sir Adam Gordon, 1. Laird of Park († 1629), ⚭ (1) Christian Gordon, ⚭ (2) Helen Tyrie → Vorfahren siehe oben Linie Gordon of Cairnborrow
  1. (1) Sir John Gordon, 2. Laird of Park († 1672) ⚭ Helen Sibbald
    1. Sir John Gordon, 1. Baronet of Park, 10. Laird of Cairnborrow († 1713), ⚭ (1) Jean Forbes, ⚭ (2) N.N. Graham, ⚭ (3) Catherine Ogilvie, ⚭ (4) Lady Helen Ogilvy, Tochter des James Ogilvy, 2. Earl of Airlie
      1. (4) Jean Gordon (1687–1782) ⚭ James Grant of Rothiemurchus
      2. (4) Sir James Gordon, 2. Baronet of Park (nach 1686–1727), ⚭ (1) Helen Fraser, Tochter des William Fraser, 12. Lord Saltoun ⚭ (2) Margaret Elphinstone, Tochter des John Elphinstone, 8. Lord Elphinston
        1. (1) Sir William Gordon, 3. Baronet of Park (1712–1751) ⚭ Lady Janet Duff, Tochter des William Duff, 1. Earl Fife
          1. Jean Gordon (um 1745–um 1767) ⚭ Duncan Urquhart
          2. Sir John James Gordon, 4. Baronet of Park (1749–1780) ⚭ Hannah Comer
            1. Sir John Bury Gordon, 5. Baronet of Park (1779–1835) ⚭ Margaret Erskine Campbell

          3. William Braco Gordon (um 1750–1776)

        2. (1) Helen Gordon (* vor 1718) ⚭ John Duff of Culbin (1701–1743)
        3. (2) Ann Gordon (* 1719)
        4. (2) John Gordon
        5. (2) James Gordon of Cowbardie († 1773) ⚭ Mary Forbes
          1. Ernest Gordon of Park (1745–1800) ⚭ Mary Dalrymple-Horn-Elphinstone
            1. John Gordon of Park († 1804)
            2. Mary Elizabeth Gordon

          2. Mary Elizabeth Gordon ⚭ Alexander Leith of Freefield and Glenkindie

        6. (2) Elizabeth Gordon (1720–1792), ⚭ (1) James Forbes, 15. Lord Forbes, ⚭ (2) John Duff of Culbin (1701–1743)

  2. (2) Patrick Gordon of Glenbuchat (1618–1662) ⚭ Jean Arbuthnot
    1. Adam Gordon of Glenbuchat (um 1652–1695) ⚭ Jean Douglas
      1. Robert Gordon
      2. Alexander Gordon
      3. Margaret Gordon
      4. Helen Gordon
      5. Jacobina Gordon

  3. (2) Helen Gordon ⚭ John Innes of Culdrain
  4. (2) N.N. Gordon
    1. John Gordon, Tutor of Glenbucket ⚭ Agnes Gordon
      1. Alexander Gordon
      2. Elizabeth Gordon
      3. Helen Gordon
      4. Jean Gordon

  5. (2) Francis Gordon († in Polen)
  6. (2) Sir George Gordon of Edinglassie (1637–1691) ⚭ Marie Abercromby
    1. Helen Gordon ⚭ William Duff of Dipple
    2. John Gordon of Edinglassie (* 1670)
    3. George Gordon of Carnousie and Crannoch (* um 1672)
      1. Elizabeth Gordon ⚭ James Hay of Pitfour
      2. Arthur Gordon of Carnousie (um 1700–1753), Jakobit

    4. Elizabeth Gordon, ⚭ (1) John Innes, of Leuchars, ⚭ (2) George Haldane

##### Linie Gordon of Avochie
1. William Gordon, 1. Laird of Avochie (* vor 1529) → Vorfahren siehe oben Linie Gordon of Cairnborrow
  1. James Gordon of Avochie
    1. John Gordon, 2. Laird of Avochie († nach 1569)
      1. John Gordon, 3. Laird of Avochie († 1622)
        1. John Gordon, 4. Laird of Avochie († 1665) ⚭ Janet Leslie
          1. Henry Gordon, 5. Laird of Avochie († 1733) ⚭ Margaret Cumming
            1. John Gordon, 6. Laird of Avochie (1708–1778) ⚭ Mary Gordon
              1. Peter Gordon, 7. Laird of Avochie ⚭ Mary Burnett
                1. John Gordon, 8. Laird of Avochie († 1842)

              2. Ann Gordon ⚭ James Hay of Davidston

### Linie Gordon of Craig
1. Patrick Gordon, 1. Laird of Craig († 1520) ⚭ Rachel Barclay → Vorfahren siehe oben Hauptlinie Gordon of that Ilk
  1. William Gordon, 2. Laird of Craig († vor 1559) ⚭ Elspet Stewart of Laithers
    1. Patrick Gordon, Younger of Craig (⚔ 1547 in der Schlacht bei Pinkie Cleugh)
      1. Janet Leslie
      2. William Gordon, 3. Laird of Craig († 1608) ⚭ Clare Cheyne
        1. John Gordon of Auchindoul, 4. Laird of Craig ⚭ Lilias Barclay
          1. John Gordon, 5. Laird of Craig († 1643) ⚭ Jean Gordon
            1. Rev. John Gordon

    2. Janet Gordon ⚭ James Forbes of Corsindae

### Linie Gordon of Lesmoir
1. James Gordon, 1. Laird of Lesmoir (1472–1505) ⚭ Anne Stewart → Vorfahren siehe oben Hauptlinie Gordon of that Ilk
  1. James Gordon, 2. Laird of Lesmoir (1495–1555) ⚭ Margaret Ogilvy
    1. Marjory Gordon ⚭ John Gordon, 4. Laird of Gight
    2. George Gordon, 3. Laird of Lesmoir (1516–1590) ⚭ Katherine Forbes
      1. Janet Gordon ⚭ William Forbes of Tolquhoun
        1. Alexander Gordon, 4. Laird of Lesmoir (1540–1609) ⚭ Anne Forbes
          1. Katherine Gordon ⚭ Alexander Burnet of Leys
          2. Janet Gordon ⚭ James Crichton of Auchincoull and Frendraught
          3. Sir James Gordon, 1. Baronet of Lesmoir (um 1562–1641) ⚭ Rebecca Keith
            1. Catherine Gordon
            2. Mary Gordon
            3. Jean Gordon ⚭ John Gordon, 5. Laird of Craig
            4. James Gordon (um 1590–um 1633) ⚭ Helen Urquhart
              1. James Gordon, Younger of Lesmoir (um 1612–1634) ⚭ Margaret Menzies
                1. Sir James Gordon, 2. Baronet of Lesmoir († um 1647)
                2. Katherine Gordon ⚭ John Abercromby of Glasshaugh

            5. Sir William Gordon, 3. Baronet of Lesmoir (um 1592–um 1671) ⚭ Christian Walker
              1. Sir William Gordon, 4. Baronet of Lesmoir (um 1620–um 1684) ⚭ Margaret Learmonth
                1. Margaret Gordon († 1721) ⚭ Alexander Duff of Braco
                2. Sir James Gordon, 5. Baronet of Lesmoir (um 1660–1710) ⚭ Jean Gordon
                  1. William Gordon, Younger of Lesmoir ⚭ Mary Duff
                    1. Sir William Gordon, 6. Baronet of Lesmoir († 1750)

                  2. Anne Gordon ⚭ Robert Farquharson of Finzean
                  3. Alexander Gordon (* nach 1676) ⚭ Isobel Gordon
                    1. Sir Alexander Gordon, 7. Baronet of Lesmoir (um 1725–1782)
                      1. Sir Francis Gordon, 8. Baronet of Lesmoir (um 1764–1839)
                      2. Diana Gordon (* 1756) ⚭ Maj.-Gen. Charles Irvine
                      3. Ann Mae Gordon (1760–1794) ⚭ Robert Harvey

                  4. John Gordon of Kinellar (1679–1764) ⚭ Hon. Henrietta Fraser, Tochter des William Fraser, 12. Lord Saltoun (1654–1715)
                    1. Helen Gordon († 1800) ⚭ George Fraser, 15. Lord Saltoun
                    2. James Gordon (1720–1785) ⚭ Jean Noble
                      1. James Noble (* 1738)

### Linie Gordon of Hallhead
1. George Gordon, 1. Laird of Hallhead → Vorfahren siehe oben Hauptlinie Gordon of that Ilk
  1. Alexander Gordon, 2. Laird of Hallhead († 1511)
  2. John Gordon, 3. Laird of Hallhead († um 1553)
    1. John Gordon (⚔ 1547 in der Schlacht bei Pinkie Cleugh)
      1. Robert Gordon, 4. Laird of Hallhead ⚭ Janet Innes
        1. Patrick Gordon, 5. Laird of Hallhead († 1617)
          1. Patrick Gordon, 6. Laird of Hallhead († 1620)
          2. Robert Gordon, 7. Laird of Hallhead († 1622)
          3. George Gordon, 8. Laird of Hallhead
            1. Patrick Gordon, 9. Laird of Hallhead († 1683)⚭ Margaret Burnett
              1. John Gordon, 10. Laird of Hallhead ⚭ Mary Ross
                1. Patrick Gordon, 11. Laird of Hallhead († 1724)
                2. William Gordon, Plantagenbesitzer auf Jamaika
                  1. Sir William Gordon (1727–1798)

                3. Barbara Gordon ⚭ Harry Farquharson

              2. Charles Gordon, 12. Laird of Hallhead († nach 1726)
              3. Robert Gordon, 1. Laird of Esslemont, 13. Laird of Hallhead († 1737) ⚭ Isabella Byres
                1. George Gordon, 2. Laird of Esslemont, 14. Laird of Hallhead († 1758) ⚭ Anne Bowdler
                  1. Robert Gordon, 3. Laird of Esslemont, 15. Laird of Hallhead († 1793), ⚭ (1) Clementina de Rabutin, ⚭ (2) Lady Henrietta Gordon, Tochter des William Gordon, 2. Earl of Aberdeen
                    1. (1) Mary Anne Clementina Gordon ⚭ John Stevenson
                    2. (2) Robert Gordon († 1814)
                      1. Harriet Elizabeth Gordon ⚭ Adam Durnford Gordon (1796–1857)

                    3. (2) George Gordon, 4. Laird of Esslemont, 16. Laird of Hallhead (1761–1823), ⚭ (1) Anne Baird, ⚭ (2) Henrietta Hope Napier
                      1. (1) Alicia Anne Gordon († 1868) ⚭ John James Hope-Johnstone
                      2. (1) William Gordon (⚔ 1814)
                      3. (1) Robert Gordon, 5. Laird of Esslemont, 17. Laird of Hallhead (1790–1828) ⚭ Jane Gilmour
                        1. Ann Wolrige-Gordon, 7. Lady of Esslemont, 19. Lady of Hallhead († 1874) ⚭ Henry Perkins Wolrige

                      4. (1) George Gordon (1796–1815)
                      5. (2) Harriett Gordon
                      6. (2) Frances Gordon
                      7. (2) Georgina Gordon
                      8. (2) Charles Napier Gordon, 6. Laird of Esslemont, 18. Laird of Hallhead (1811–1864)

                    4. (2) William Gordon (1764–1803) ⚭ Frances Elrington
                      1. Adam Durnford Gordon (1796–1857) ⚭ Harriet Elizabeth Gordon
                        1. Adam Lindsay Gordon (1833–1870), Australiens Nationaldichter, ⚭ Margaret Park
                          1. Anne Lindsay Gordon (1867–1868)

                        2. Francesca Clara Ignez Gordon (* 1837) ⚭ Francesco Carlo Ignace Ratti di Bagnaro

                      2. Robert Cumming Hamilton Gordon (* 1799) ⚭ Frances Freer
                        1. Maj.-Gen. George Hamilton Gordon (1828–1896) ⚭ Blanche Emma Beatrice Case
                          1. Mabel Antoinette Gordon ⚭ Rev. Charles William Bennett
                          2. Edward Hyde Hamilton Gordon (* 1861), ⚭ (1) Cecilia Maude Manders, ⚭ (2) Hilda Winifred D'Arcy Hutton
                            1. (1) Stella Gordon (* 1892) ⚭ Percy Haslam
                            2. (2) Hermione Harriet Gordon (* 1898)

                          3. William Alexander Gordon (1869–1936)

                        2. Vice-Admiral William Elrington Gordon (1831–1897) ⚭ Emily Barbara Lowndes
                          1. Rev. William Hamilton Gordon (1866–1935) ⚭ Anna Margaret Holloway
                            1. Evelyn Margaret Hamilton Gordon (* 1896) ⚭ Walter Dickson

                        3. Rev. Adam Charles Gordon (1833–1904), Rector in Dodleston ⚭ Georgia Frances Anson
                        4. Hamilton Thomas Gordon (1836–1861)
                        5. Richard Goodall Gordon (1843–1892)

                2. Alexander Gordon († 1778) ⚭ Jane Grierson, Tochter des Sir Robert Grierson, 1. Baronet
                3. Janet Gordon († nach 1752) ⚭ Thomas Legertwood
                4. Margaret Gordon (1692–1747) ⚭ John Black
                5. Isobel Gordon (* um 1694) ⚭ Dr. James Russell

              4. Mary Gordon ⚭ Rev. Adam Ferguson

          4. Walter Gordon († 1612)

  3. Margaret Gordon ⚭ Alexander Leslie of Kincraigie

### Linie Gordon of Gight
1. John Gordon, 1. Laird of Gight (⚔ 1513 in der Schlacht von Flodden Field) ⚭ Janet Ogilvy → Vorfahren siehe oben Hauptlinie Gordon of that Ilk
  1. George Gordon, 2. Laird of Gight (* um 1502) ⚭ Elizabeth Gordon
    1. Sir Alexander Gordon, 3. Laird of Gight (um 1540–1580) ⚭ Agnes Bethune
      1. Elizabeth Gordon ⚭ George Home, 1. Earl of Dunbar († 1611)

  2. John Gordon, 4. Laird of Gight († vor 1592) ⚭ Marjory Gordon
    1. William Gordon, 5. Laird of Gight († 1605) ⚭ Isabel Ochterlony
      1. Sir George Gordon, 6. Laird of Gight († 1640) ⚭ Isobel Wood
        1. Mary Gordon († 1647) ⚭ Sir Alexander Innes of Coxton

  3. James Gordon of Cairnbannoch
  4. Catherine Gordon ⚭ James Innes of Cromey
  5. Barbara Gordon ⚭ John Grant of Ballindalloch

### Jüngere Linie Gordon of Abergeldie
1. Peter Gordon ⚭ Rachel Gordon, 10. Lady of Abergeldie → Vorfahren siehe oben Hauptlinie Gordon of that Ilk
  1. Peter Gordon, 11. Laird of Abergeldie († 1733), ⚭ (1) Margaret Strahan, ⚭ (2) Elizabeth Gray, Tochter des John Gray, 9. Lord Gray, ⚭ (3) Margaret Primrose
    1. (2) Barbara Gordon ⚭ David Hunter
    2. Euphemia Gordon († 1796) ⚭ James Drummond, 5. Viscount Strathallan
    3. Charles Gordon, 12. Laird of Abergeldie († 1796) ⚭ Alison Hunter
      1. John Gordon († jung)
      2. Peter Gordon, 13. Laird of Abergeldie (1751–1819) ⚭ Mary Forbes
        1. Katherine Gordon (um 1785–1802)

      3. Margaret Gordon (1751–1802) ⚭ George Skene
      4. David Gordon, 14. Laird of Abergeldie (1753–1831) ⚭ Anne Biddulph
        1. Mary Anne Gordon († 1859) ⚭ Rev. William Swete
        2. Charles David Gordon (1790–1826) ⚭ Marian Phillips
        3. Michael Frances Gordon, 15. Laird of Abergeldie (1792–1860) ⚭ Caroline Swete
          1. Margaret Gordon ⚭ Rev. F. Cardew
          2. Bertha Gordon ⚭ Dr. Charles Gordon
          3. Francis David Gordon (1821–1857)
          4. Caroline Anne Gordon (um 1826–1892) ⚭ Edmund Prideaux St. Aubyn

        4. Anne Penelope Gordon (1794–1868)
        5. Admiral Robert Gordon, 16. Laird of Abergeldie (1796–1869)
        6. Harriet Margaret Gordon (1798–1865)
        7. Adam Gordon (1801–1839) ⚭ Susan Swete
          1. Hugh Mackay Gordon, 17. Laird of Abergeldie (1826–1901) ⚭ Susan Amelia Sams
          2. Lewis Gordon, 18. Laird of Abergeldie (1828–1903) ⚭ Louisa Isabella Lyall
            1. Reginald Hugh Lyall Gordon, 19. Laird of Abergeldie (1863–1924) ⚭ Rose Gibbs
              1. Gertrude Alice Margaret Gordon († 1951) ⚭ Carl Walter Frederick Blechinberg

            2. Bertram Fuller Gordon, 20. Laird of Abergeldie (1868–1957)
            3. Emily Flaxman Gordon (1869–1952)
            4. Lewis Malcolm Gordon (1873–1958)
            5. Kenneth Francis Gordon (1877–1959) ⚭ Kathleen Clara Johnson
              1. Jean Gordon († 1988) ⚭ Harold Cole

            6. William Maurice Gordon (* 1880)

          3. Charles Vincent Gordon (1829–1897), ⚭ (1) Emma Morgan Godwin, ⚭ (2) Francis Edith Olliver
            1. (1) Cosmo Huntley Gordon (1855–1920) ⚭ Ida Mary Ford
            2. (1) Robert Francis Gordon (1856–1861)
            3. (2) Florence Gordon († 1950), ⚭ (1) Charles Stewart Leighton Langdale, ⚭ (2) Charles Horsell
            4. (2) Helen Blanche Gordon († 1959)
            5. (2) Constance Evelyn Gordon († 1967) ⚭ Arthur Knox
            6. (2) Charles Gerald Gordon (1868–1905)
            7. (2) Geoffrey Seton Gordon (1880–1925) ⚭ Ivy Freda Elgin Forteath
              1. Robin Olliver Gordon (1915–1967)
              2. Douglas Martyn Gordon (* 1917)

            8. (2) John Edmund Gordon (1887–1942) ⚭ Emma Florence Howard
              1. John Seton Howard Gordon, 21. Laird of Abergeldie (* 1938) ⚭ Gillian Anne Voelcker

          4. Rev. Adam Stevenson Gordon (1831–1912) ⚭ Julia Isabella Baugh
          5. Dundas William Gordon (1833–1858)
          6. Anne Cecilia Gordon (1835–1917)
          7. Cosmo Gordon (1837–1878)
          8. James Henry Gordon (1839–1920) ⚭ Arabella Hewit Sams
            1. Lucy Gordon (1870–1954) ⚭ Willoughby Verner Constable
            2. Charles Cecil Gordon (1871–1899)
            3. Julia Margaret Arabella Gordon (1873–1955) ⚭ Greville Powell
            4. George Hamilton Gordon (1875–1961) ⚭ Mary Louise Stanley Parsons
              1. Hugh Mackay Gordon (1909–1990) ⚭ Elfreda Tyrell
              2. Suzanne Gordon (* 1911) ⚭ Anthony Cornish Henley
              3. Jane Gordon (* 1926) ⚭ Gerald James Stonhill

      5. Charles Gordon (1756–1835)
      6. Adam Gordon (1758–1800) ⚭ Penelope Biddulph
        1. William Gordon (1794–1836) ⚭ Charlotte Maria Wingfield
          1. Charlotte Florence Gordon
          2. Caroline Ann Gordon
          3. Rev. Edward William Gordon (1828–1879) ⚭ Mathilde Hagermann

      7. Alexander Sinclair Gordon (um 1760–1837)
      8. William Gordon (um 1765–1793)

    4. Janet Gordon (um 1740–1811)

  2. Alexander Gordon († 1751)
  3. Joseph Gordon

### Linie Gordon of Lochinvar
1. William Gordon of Lochinvar († um 1455) → Vorfahren siehe oben Hauptlinie Gordon of that Ilk
  1. Sir John Gordon of Lochinvar († nach 1517), ⚭ (1) Annabella Boyd, ⚭ (2) Elizabeth Lindsay
    1. (1) Sir Alexander Gordon of Lochinvar and Kenmure (⚔ 1513 in der Schlacht von Flodden Field), ⚭ (1) Janet Kennedy, Tochter des John Kennedy, 2. Lord Kennedy; ⚭ (2) Janet Douglas, Tochter des William Douglas of Dumlanrig und Witwe des William, Master of Somerville; ⚭ (3) Elizabeth Stewart († 1515)
      1. (1) Janet Gordon, ⚭ (1) Lachlan Macintosh of Dunachtan, ⚭ (2) James Ogilvy of Cardell

    2. (2) Sir Robert Gordon of Lochinvar († 1525) ⚭ Mariota Arcarsane of Glen
      1. James Gordon of Lochinvar (⚔ 1547 in der Schlacht bei Pinkie Cleugh) ⚭ Margaret Crichton
        1. Sir John Gordon of Lochinvar, Kenmure and Rusco († 1604), ⚭ (1) Juliana Home, ⚭ (2) Elizabeth Maxwell, Tochter der Agnes Herries, 4. Lady Herries of Terregles
          1. (1) Margaret Gordon ⚭ Sir Hugh Campbell of Loudon
          2. (2) Sir Robert Gordon, 1. Baronet of Lochinvar († 1628) ⚭ Lady Elizabeth Ruthven, Tochter des William Ruthven, 1. Earl of Gowrie (um 1545–1584)
            1. John Gordon, 1. Viscount of Kenmure (1599–1634) ⚭ Lady Jean Campbell, Tochter des Archibald Campbell, 7. Earl of Argyll (um 1576–1638)
              1. John Gordon, 2. Viscount of Kenmure († 1639)

          3. (2) William Gordon († nach 1588), Komtur von Glenluce Abbey
          4. (2) John Gordon of Buittle († vor 1614)
          5. (2) James Gordon of Barncrosh and Buittle († 1633) ⚭ Margaret Vans
            1. John Gordon, 3. Viscount of Kenmure (1620–1643)
            2. Robert Gordon, 4. Viscount of Kenmure (1622–1663) ⚭ Martha, Witwe des Sir Gregory Norton, 1. Baronet (1603–1652)
            3. James Gordon († vor 1663)

          6. (2) Alexander Gordon († vor 1627)
          7. (2) Mary Gordon ⚭ Alexander Kennedy of Bargany
          8. (2) Janet Gordon ⚭ John Macdowall of Garthland
          9. (2) Grizel Gordon ⚭ Alexander Stewart, 1. Earl of Galloway († 1649)
          10. (2) Elizabeth Gordon ⚭ James Douglas, 6. Lord Carlyle of Torthorwald († 1671)

        2. William Gordon of Penninghame († 1581)
          1. John Gordon of Penninghame and Muirfad († 1603) ⚭ Jean Glendonwyn
            1. William Gordon of Penninghame and Muirfad († 1603)
              1. John Gordon of Penninghame († 1662)
              2. Alexander Gordon, 5. Viscount of Kenmure († 1698), ⚭ (1) Agnes Gordon, ⚭ (2) Marion M’Culloch, ⚭ (3) Grizel Stewart, Tochter des James Stewart, 2. Earl of Galloway (um 1610–1671)
                1. (1) Agnes Gordon, ⚭ (1) William Maxwell of Kelton and Buittle, ⚭ (2) John Lindsay of Wauchope
                2. (2) William Gordon, 6. Viscount of Kenmure († 1716) ⚭ Mary Dalzell
                  1. Robert Gordon, de iure 7. Viscount of Kenmure (1714–1741)
                  2. John Gordon, de iure 8. Viscount of Kenmure (1713–1769) ⚭ Lady Frances Mackenzie, Tochter des William Mackenzie, 5. Earl of Seaforth († 1740)
                    1. William Gordon, de iure 9. Viscount of Kenmure (um 1748–1772)
                    2. John Gordon, 10. Viscount of Kenmure (1750–1840)
                    3. Adam Gordon († 1806), ⚭ (1) Harriet Davies, ⚭ (2) Maria Maxwell
                      1. (1) John Gordon (1790–1830)
                      2. (1) Adam Gordon, 11. Viscount of Kenmure († 1847) ⚭ Mary Anne Wildey
                      3. (1) Francis Mackenzie Gordon († 1814)
                      4. (1) William Henry Pelham Gordon (* 1795)
                      5. (1) Edward Maxwell Gordon (1799–1827)
                      6. (1) Hon. Louisa Gordon († 1886) ⚭ Charles Bellamy

                    4. Robert Gordon († 1797)
                    5. James Gordon († 1781)
                    6. Frances Gordon († 1770)

                  3. James Gordon († nach 1736)
                  4. Henrietta Gordon ⚭ John Dalzell of Barncrosh

                3. (2) Jean Gordon († 1695) ⚭ William Gordon of Shirmers
                4. (2) Marion Gordon ⚭ Sir Alexander Gordon of Earlston
                5. (2) Elizabeth Gordon, ⚭ (1) William Maxwell, Younger of Newlaw, ⚭ (2) Samuel Brown of Mollance
                6. (3) John Gordon of Greenlaw († 1729) ⚭ Nicolas Stewart
                7. (3) James Gordon († 1752) ⚭ Grizel Gordon
                8. (3) Mary Gordon ⚭ Patrick Maxwell of Springkell
                9. (3) Grizel Gordon ⚭ Rev. Robert Gordon of Carmichael
                10. (3) Isabel Gordon ⚭ John M’Ghie of Balmaghie

            2. John Gordon
            3. Alexander Gordon

          2. Alexander Gordon of Auchlane and Hills
          3. William Gordon ⚭ Mary M’Ghie
          4. Robert Gordon
          5. Margaret Gordon ⚭ Hugh Gordon of Grange
          6. Janet Gordon
          7. Katherine Gordon

        3. Robert Gordon († 1548)
        4. James Gordon of Hardland
        5. Alexander Gordon of Slagnaw ⚭ Janet, Witwe des John Kennedy of Largs
        6. Janet Gordon († 1596) ⚭ William Cunningham, 6. Earl of Glencairn (1526–1580)
        7. Janet Gordon ⚭ Patrick Agnew, Sheriff of Wigtown
        8. Margaret ⚭ Sir William Douglas of Harwick
        9. Catherine Gordon ⚭ Thomas M’Culloch of Cardoness
        10. Helen Gordon († 1581) ⚭ Sir Thomas Maclellan of Bombie

      2. John Gordon
      3. Alexander Gordon of Gategill
      4. George Gordon
      5. Roger Gordon
      6. David Gordon of Castramine ⚭ Isabel Muirhead
      7. William Gordon
      8. Katherine Gordon ⚭ Patrick Agnew of Salchary
      9. Elizabeth Gordon († 1574), ⚭ (1) Uchtred Macdowall of Machermore, ⚭ (2) Alexander Livingstone of Little-Airds

    3. (2) William Gordon of Craichlaw († 1545) → Nachfahren siehe unten Linie Gordon of Craichlaw
    4. (2) John Gordon
    5. (2) David Gordon
    6. (2) Elizabeth Gordon ⚭ Sir William Douglas of Dumlanrig
    7. (2) Janet Gordon, ⚭ (1) Sir Alexander Stewart of Garlies, ⚭ (2) Sir William Keith of Innerugie
    8. (2) Margaret ⚭ Bertilmo Glendonwyn

  2. Alexander Gordon († nach 1490)
    1. [...] → Nachfahren: Linie Gordon of Airds
    2. [...] → Nachfahren: Linie Gordon of Kells
    3. [...]
      1. John Gordon of Earlston → Nachfahren siehe unten Linie Gordon of Earlston

  3. George Gordon ⚭ Janet Maclellan
  4. Roger Gordon ⚭ Geylles Macnaught of Crogo → Nachfahren: Linie Gordon of Crogo
  5. Margaret ⚭ Thomas Maclellan of Bomby

#### Linie Gordon of Craichlaw
1. William Gordon of Craichlaw († 1545) ⚭ Janet Baillie → Vorfahren siehe oben Linie Gordon of Lochinvar
  1. William Gordon of Craichlaw († 1570)
    1. John Gordon, of Craichlaw († 1580)
      1. William Gordon of Craichlaw and Culvennan († 1636), ⚭ (1) Jean Chalmers, ⚭ (2) Jean Vaus
        1. (1) Elizabeth Gordon ⚭ Patrick Agnew, of Seuchan
        2. (1) James Gordon, Younger of Craiglaw († 1690) → Nachfahren: Linien Gordon of Crosherie, of Glasgow, of Whitehill, of Aikenhead, of Grange, of Balmeg
        3. (1) John Gordon of Newark → Nachfahren: Linie Gordon of Newark
        4. (1) Alexander Gordon of Culvennan († 1679) → Nachfahren siehe unten Linie Gordon of Culvennan

##### Linie Gordon of Culvennan
1. Alexander Gordon of Culvennan († 1679) → Vorfahren siehe oben Linie Gordon of Craichlaw
  1. William Gordon of Culvennan († 1703)
    1. William Gordon of Culvennan
      1. Sir Alexander Gordon of Culvennan (1747–1830) ⚭ Grace Hay
        1. James Gordon of Culvennan (1771–nach 1836) ⚭ Janet Hannay
        2. David Gordon (1774–1829) ⚭ Agnes Heyslop
          1. William Gordon of Ernmynzie (1800–nach 1836) ⚭ Agnes Marion Heyslop
            1. David Alexander Gordon
            2. John Heyslop Gordon
            3. James Gordon

          2. Alexander Gordon (* 1802)
          3. Jean Gordon
          4. Grace Gordon (* 1807) ⚭ Charles Potter of Darwen
          5. Isabella Gordon (* 1809)
          6. James Gordon (* 1818)

        3. Isabella Gordon

#### Linie Gordon of Earlston
1. John Gordon of Earlston, ⚭ (1) Margaret Sinclair, Erbtochter des John Sinclair of Earlston, ⚭ (2) Mary Chalmers → Vorfahren siehe oben Linie Gordon of Lochinvar
  1. (1) Margaret Gordon, ⚭ (1) John McNaught of Kilquhanity, ⚭ (2) Edward Maxwell of Balmangan
  2. (2) Alexander Gordon of Earlston (1587–1653) ⚭ Elizabeth Gordon
    1. John Gordon, Younger of Earlston († 1645) ⚭ Jean Boswell
    2. Margaret Gordon ⚭ Thomas Hay of Arieland
    3. William Gordon of Earlston (1614–⚔ 1679) ⚭ Mary Hope
      1. John Gordon of Earlston
      2. Margaret Gordon ⚭ Sir James Holborn of Menstrie
      3. Sir Alexander Gordon, 2. Baronet of Earlston and Afton (1650–1726), ⚭ (1) Janet Hamilton, ⚭ (2) Hon. Marion Gordon, Tochter des Alexander Gordon, 5. Viscount Kenmure
        1. (1) Anne Gordon (1670–1761) ⚭ John Neilson of Corsock
        2. (1) Mary Gordon (1681–1723) ⚭ Edward Goldie of Craigmuie
        3. (1) Sir Thomas Gordon, 3. Baronet of Earlston and Afton (1685–1769) ⚭ Anne Boick
          1. Anna Gordon ⚭ Alexander Copland of Colliston
          2. Thomas Gordon, Younger of Earlston (1713–1767) ⚭ Katharine Campbell
            1. Catharine Gordon ⚭ Maj.-Gen. Alexander Stewart of Afton

          3. Sir John Gordon, 4. Baronet of Earlston and Afton (1720–1795) ⚭ Anne Mylne
          4. Francis Gordon (1728–1763)
          5. James Gordon († 1794) ⚭ Christiana Scarlett
            1. Annie Gordon, ⚭ (1) George Innes, ⚭ (2) Jonathan Brown
            2. Sir John Gordon, 5. Baronet of Earlston and Afton (1780–1843) ⚭ Mary Irving
              1. John Gordon (1826–1842)
              2. Jane Gordon (1827–1908)
              3. Mary Christian Gordon (um 1829–1887) ⚭ John Shand
              4. Sir William Gordon, 6. Baronet of Earlston and Afton (1830–1906), ⚭ (1) Catherine Page, ⚭ (2) Mary Grace Maxwell
              5. Julia Gordon (1832–1892) ⚭ Herbert James
              6. Elizabeth Curt Gordon (um 1836–1852)
              7. James Irving Gordon (1838–1862)
              8. Herbert James Gordon (* um 1839)
              9. John Anne Gordon (1843–1884) ⚭ Stevenson Forbes
                1. Evelyn Gordon Forbes (um 1880–1950) ⚭ John Rainsford-Hannay

            3. Francis Gordon (um 1785–1823)
            4. William Gordon (* um 1787) ⚭ Anne Carr Mowat
              1. John Gordon (1810–1849) ⚭ Caroline Tulk
                1. Caroline Louisa Gordon († 1920)
                2. Annie Picciola Gordon († 1913) ⚭ George Maxwell
                3. Sophia Susanna Gordon ⚭ William Shepley Wilson
                4. Eleanor Augusta Gordon ⚭ Matthew Dando
                5. Sir Charles Edward Gordon, 7. Baronet of Earlston and Afton (1835–1911) ⚭ Isabella Christina Campbell
                  1. Caroline Isabella Gordon († 1949) ⚭ Louis Leplastrier
                  2. Amy Lucie Gordon († 1942)
                  3. John Archibald Gordon (1860–1876)
                  4. Sir Robert Charles Gordon, 8. Baronet of Earlston and Afton (1862–1939) ⚭ Elizabeth Ursula Maitland Ware
                    1. Sir John Charles Gordon, 9. Baronet of Earlston and Afton (190–1982) ⚭ Marion Wright
                      1. Ann Gordon (1929–1992) ⚭ Timothy Raymond Harry Savill
                      2. Sir Robert James Gordon, 10. Baronet of Earlston and Afton (* 1932) ⚭ Helen Julia Weston Perry

                6. John Hart Gordon (1842–1918) ⚭ Alice Letitia Miller

            5. Robert Gordon (* um 1788)

        4. (1) Margaret Gordon (1687–1715) ⚭ John McCartney of Blacket
        5. (1) Robert Gordon (1688–1750)
          1. Janet Gordon

        6. (1) Archibald Gordon (1691–1754) ⚭ Janet Young
          1. Gilbert Gordon (1722–1789) ⚭ Margaret Stewart
            1. Patricia Heron Gordon († 1821) ⚭ William Maule-Ramsay, 1. Lord Panmure
            2. Archibald Gordon ⚭ Anne Ponsonby
            3. Mary Heron Gordon (* 1767) ⚭ Murray Babington

          2. Margaret Gordon (1724–1779)

        7. (1) Janet Gordon (1692–1725) ⚭ William Martin of Kirkland
        8. (2) Grizell Gordon (1703–1740) ⚭ Alexander Gordon, 5. Laird of Carleton († 1742)
        9. (2) William Gordon (1706–1757) ⚭ Isabel McCulloch Gordon
          1. Isabella Gordon ⚭ James Balmain
          2. Marion Gordon (1745–1839), ⚭ (1) William Kirkpatrick of Raeberry, ⚭ (2) Alexander Herries Maxwell of Munshes
          3. Sir Alexander Gordon of Culvennan (1748–1830) ⚭ Grace Dalrymple
            1. David Gordon ⚭ Agnes Hyslop
              1. William Gordon (1800–1858) ⚭ Agnes Marion Hyslop
                1. Agnes Marion Gordon ⚭ Benjamin Hardwicke
                2. David Alexander Gordon (1828–1882) ⚭ Jane Lawrie Bell
                  1. Beatrice Isobel Hilda Gordon († 1940) ⚭ Henry Adolphus Warre Slade
                  2. Grace Marion Gordon († 1923) ⚭ Frederick Alexander Walker
                  3. Maj.-Gen. Lochinvar Alexander Charles Gordon (1864–1927) ⚭ Maria Withers
                    1. Jean Isobel Marion Gordon († 1968) ⚭ Godfrey Roydon Hughes
                    2. Alexander William Kenmure Gordon (1898–1985) ⚭ Kathleen Kerr Dunfresne

                  4. Claude Augustus Rutherford Gordon (1867–1936) ⚭ Alice Foster Stretch
                    1. Margaret Isobel Gordon

                3. John Hyslop Gordon (1829–1869) ⚭ Margaret Napier
                  1. Mary Winifred Gordon († 1921) ⚭ René Benoit Ritter

                4. James Gordon (1833–1864) ⚭ Hannah Lisle
                  1. Agnes James Gordon

          4. David Gordon (1750–⚔ 1771)

      4. Sir William Gordon, 1. Baronet of Earlston and Afton (1654–1718) ⚭ Mary Campbell

  3. (2) William Gordon, 1. Laird of Carleton
    1. James Gordon, 2. Laird of Carleton († 1688)

  4. (2) David Gordon of Gordonstown
    1. Nathaniel Gordon, 4. Laird of Carleton
      1. Alexander Gordon, 5. Laird of Carleton († 1742) ⚭ Grizell Gordon (1703–1740)